# Macska
A macska, más néven házi macska (Felis silvestris catus) kisebb termetű húsevő emlős, ami a ragadozók rendjén belül a macskafélék (Felidae) családjának Felis neméhez és vadmacska (Felis silvestris) fajához tartozik. A vadmacska alfaja. Ügyes ragadozó, több mint 1000 faj tekinthető a zsákmányának. Emellett meglehetősen intelligens, beidomítható egyszerű parancsok végrehajtására vagy szerkezetek működtetésére – illetve képes önállóan is kisebb feladatok betanulására (lásd: A macska intelligenciája).
Körülbelül 10 000 évvel ezelőtt kezdett az ember társaságában élni, háziasításának első ábrázolása mintegy 4000 éve Egyiptomban történt.
2004-ben Jean-Denis Vigne és kollégái (Nemzeti Természettudományi Múzeum, Párizs) jelentése a macska háziasítására vonatkozó legkorábbi tárgyi bizonyíték feltárásával foglalkozik. A lelet egy ciprusi emberi sírból került elő, melyben egy meghatározatlan nemű felnőtt ember és egy macska csontjai találhatók. A lelet mintegy 9500 éves. A sírból a csontok mellett kőszerszámok, vasoxid-maradványok, maroknyi tengeri kagyló és (az emberi csontoktól 40 cm-re) a saját sírjából egy nyolc hónapos macska csontváza került elő, melyet az emberrel megegyezően nyugati irányba nézve fektettek. Mivel a macska nem őshonos a Mediterrán medence szigetein, ezért csak a szárazföldről kerülhetett oda, minden bizonnyal a közeli levantei partokról. A lelet az ember és a macska tudatos együttélésének bizonyítéka kb. 10 000 évvel ezelőttről a mai Közel-Keletnek nevezett területen. Ez összhangban van a genetikai kutatások eredményeivel is, melyek szintén ezt a földrajzi és időbeli eredetet erősítik. Úgy tűnik, a macska háziasítása az első emberi települések létrejöttének idején, a neolitikus korban történhetett a termékeny félholdként ismert területen.
A macskának számos fajtája és színváltozata létezik. Csupasz és farok nélküli változatait is kitenyésztették. A macskák több mint százféle hangjel és testbeszéd segítségével kommunikálnak, mint például nyávogás („miaú”), dorombolás, bújás, fújás, morgás, perregés. A lovakhoz és más háziállatokhoz hasonlóan a macskák is képesek vadon élve fennmaradni. Az önállóan élő macskák gyakran kisebb kolóniákat alkotnak. Az állatvédők beszámolói szerint azonban hosszú távon csak igen kevés példány képes gazdátlanul életben maradni, többségüket elpusztítják a járművek, a ragadozók, az éhség, az időjárás viszontagságai és a betegségek. Ezért számos országban, köztük hazánkban is a macskák és más társállatok elhagyása, illetve otthonukból való szándékos eltávolítása (bántalmazásukhoz hasonlóan) büntetendő. A macska sok kultúra legendáiban és mítoszaiban tölt be jelentős szerepet, az egyiptomiak, a kínaiak és a vikingek ősi történeteiben is szerepel. Általában tisztelik, de olykor becsmérlik is.

## Etimológia
A „macska” szó szláv eredetű; szerbül, szlovákul, szlovénül, horvátul is mačka. Ez a szláv nyelvekben jelen levő macskahangutánzó vagy macskahívogató szóból ered. A szerbeknél ma is „macs-macs-macs” szóval csalogatják a macskát.

## Tudományos osztályozás
A háziasítása előtti legközelebbi őse az afrikai vadmacska, avagy líbiai fakómacska (Felis silvestris lybica).

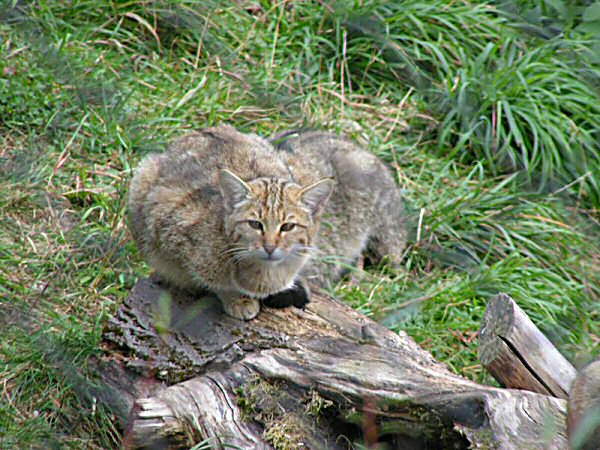
Európai vadmacska (Felis silvestris)

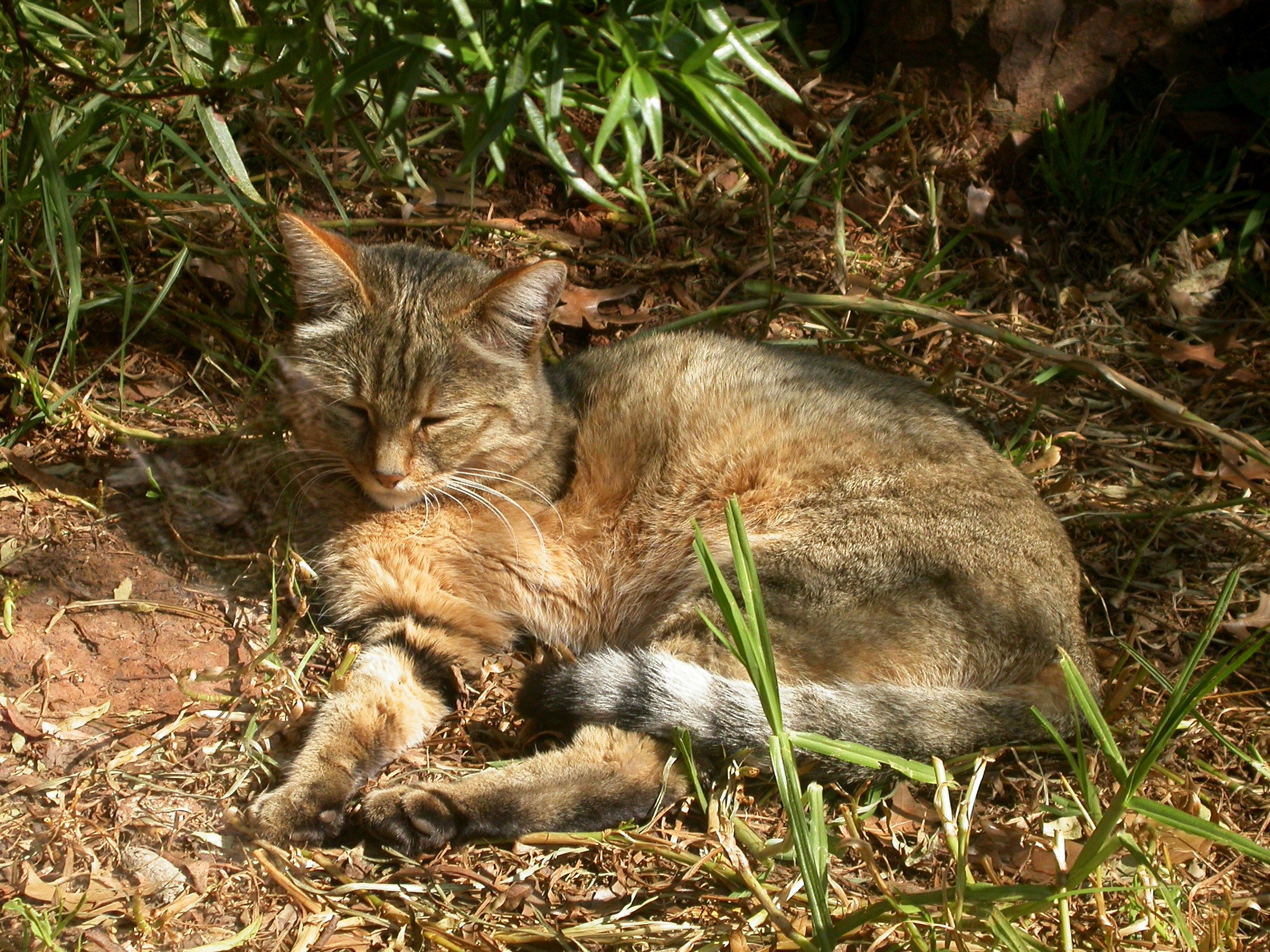
Afrikai vadmacska (Felis silvestris lybica)

1758-ban Linné a házi macskának a Felis catus rendszertani nevet adta, 1775-ben Johann Christian Daniel von Schreber a vadmacskát Felis silvestris néven sorolta be. Jelenleg a házi macskát ennek alfajaként tartják számon; a Zoológiai Nevezéktan Nemzetközi Szabályzata értelmében a faj hivatalos neve azonban F. catus, mivel ezt Linné elsőként publikálta. A gyakorlatban azonban a biológusok a vadmacska példányait F. silvestris, a házi macska példányait pedig F. catus néven tartják számon. A Zoológiai Nevezéktan Közleménye (2003. március 31-én megjelent 60. kötetének 1. részében) 2027-es számú szakvéleménye alapján 17 meghatározott faj a vad fajok alapján nevezendő meg, amennyiben azok egyidősek a vadmacskával vagy annak háziasított formáival. Ennek értelmében a vadmacska neve F. silvestris, a háziasított alfajaié pedig F. silvestris catus (a F. catus továbbra is érvényes marad azokra a háziasított formákra, melyek más őstől származnak).
Johann Christian Polycarp Erxleben Anfangsgründe der Naturlehre (1772) és Systema regni animalis (1777) című műveiben Felis domesticus néven jegyezte fel a házi macskát. A Zoológiai Nevezéktan Nemzetközi Szabályzata értelmében ez az elnevezés és változatai a Felis catus domesticus és a Felis silvestris domesticus habár gyakran láthatók, érvénytelenek.
Ha a régebbi rendszertant nézzük, a házi macskának két külön alfaja létezik vagy tenyésztették ki: a közönséges vagy európai házi macska és a sziáminak is nevezett ázsiai házi macska. Ha viszont magát a házi macskát alfajnak nevezzük, akkor e két állat csak variációnak vagy fővariációnak mondható, vagyis nem sorolható be semmilyen rendszertani egységbe. E két változatot még sok alvariáció követi, például az amerikai macska, mely a közönséges vagy a keleti macska, mely a sziámi macska egyik változata. Persze létezik ezek közül hosszú szőrű is, amely mégcsak nem is variáció, hanem egy bizonyos génkombinálódás következménye, egyfajta mutálásnak nevezhető.

## Ismertebb macskafajták

### Hosszú szőrű macskák

#### Egyszínű perzsák
- vörös cirmos perzsa (a 17. század közepén alakulhatott ki)
- fehér perzsa
- fekete perzsa (a 16. század végén alakulhatott ki)
- kámea perzsa
- csincsilla
- füst perzsa

#### Kétszínű perzsák
- vörös-fehér perzsa
- fekete-fehér perzsa
- teknőctarka perzsa
- teknőctarka és fehér perzsa
- ezüst cirmos perzsa
- barna cirmos perzsa

#### Egyéb hosszú szőrű macskák
- balinéz
- birman (másnéven Burmai szent templommacska)
- Maine Coon
- Van-macska
- török angóramacska
- himalája
- Norvég erdei macska
- ragdoll
- ragamuffin
- szomáli

### Rövid szőrű macskák

#### Brit rövidszőrűek
- krém
- kék-krém
- fekete
- fekete spriccelt
- fehér
- barna cirmos
- teknőctarka
- teknőctarka és fehér
- márványmintás

#### Amerikai rövidszőrűek
- makréla ezüst
- foltos vörös cirmos
- bengáli
- szavanna

#### Egyéb rövidszőrű macskák
- japán csonkafarkú macska
- ocicat
- man-szigeti macska
- chartreux
- keleti macska
- korat
- szfinx
- szingapúri macska
- skót lógófülű macska
- cymric
- európai rövidszőrű

#### Abeszin
- orosz kék
- cirmos házi macska
- fehér házi macska

#### Burma macskák
- barna burma
- vörös burma

#### Sziámi macskák
- fókaszínű sziámi
- csokoládészínű sziámi

#### Rex macskák
- cornish rex
- devon rex

## Története

### A macska háziasítása és története
A macska háziasítása rendkívül sokáig tartott, kezdete az ember letelepedésének időszakára tehető.
Egyre több bizonyíték kerül elő, melyek azt bizonyítják, hogy a folyamat már jóval előbb elkezdődött, mint ahogyan azt korábban gondoltuk. Különböző maradványokat találtak Jerikó mellett, melyek korát 9000 évesre becsülik. Egy ideig nem volt bizonyíték arra, hogy ezek tényleg háziasított állatok lehettek, de egy francia paleozoológus, Jean-Denis Vigne és munkatársai 2004 áprilisában a ciprusi Shilloukambos mellett feltártak egy egykori kőkorszaki település temetőjében egy sírt, amelyben az eltemetett ember mellett egy macska csontjait is megtalálták. Anatóliában is találtak olyan, körülbelül i. e. 6000 táján készült szobrokat, amelyek macskával játszó asszonyokat ábrázolnak. Ezek alapján feltételezhető, hogy a macska háziasítása Elő-Ázsia területén már 9500 évvel ezelőtt is elkezdődhetett. Egy 2007-es DNS-vizsgálat eredménye szerint ősétől már 100-130 ezer évvel ezelőtt elvált, jóval korábban, mint azt a régészeti leletek bizonyítják, majd a termékeny félhold területén élő emberekhez szegődött, hamarabb, mint a kutya.

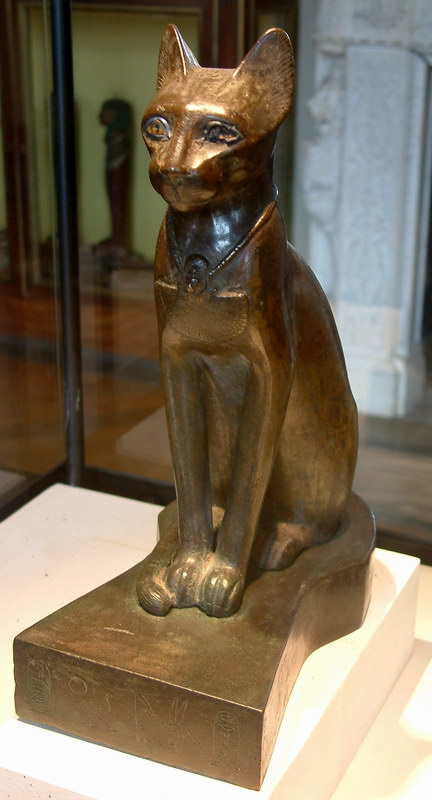
Básztet istennő mint macska (Louvre). Básztetet eleinte oroszlán-, később macskaformában tisztelték és az ókori egyiptomiak egyik legnépszerűbb istensége volt

Az ókori Egyiptomból az ember és a macska közötti kapcsolatot igazoló első leletek (múmiák és írásos adatok) az Ó- és Középbirodalom közötti időszakban, az első átmeneti korban (i. e. 2000 körül) keletkeztek, mikor a macska háziasítása már valószínűleg megtörtént, ugyanis a „miú” és „mií” (avagy „imiú” és „imií”) néven feljegyzett hím és nőstény macskákról nem derült ki egyértelműen, hogy vadállatok voltak-e. Kezdetben csak szent állatként – Básztet szent állataként – tisztelték őket (elpusztításuk halálbüntetést vont maga után) és saját kultuszuk alakult ki, később azonban már amiatt is tenyésztették a macskákat, mert magtáraiktól távol tartották az egereket és más rágcsálókat, sőt a sivatagból betévedő kígyókat is. A macskakultusz erejét jól példázza az az i. e. 525-ben lezajlott hadjárat, mely során II. Kambüszész, perzsa király meghódította Egyiptomot, miután Pelusium ostrománál katonái fedezéséhez élő macskákat (és más az egyiptomiak által szentként tisztelt állatokat) használt fel, mivel rájött, hogy emiatt hadseregével az egyiptomiak nem lesznek hajlandók harcba szállni. (Megjegyzendő, hogy Perzsiában, ahol ez idő tájt a macskákat nem kedvelték különösebben, a muzulmán hit elterjedéséig a kutya számított szent állatnak, bár a fekete macska ezután is a gonoszságot szimbolizálta.) Szicíliai Diodórosz is feljegyzett egy Julius Caesar idejében történt esetet, mikor a feldühödött tömeg végzett egy rómaival, aki véletlenül megölt egy macskát.
Közvetett bizonyítékok alapján valószínűsíthető, hogy az ősi Egyiptom szent macskáinak egyenes ági leszármazottai napjainkban a kenyai Lamu szigetvilágában élnek. A közvetett bizonyítékok: a hasonló testfelépítés, az archeológiai bizonyíték az évezredes élőhelyekre vonatkozóan, a Lamu és Egyiptom között zajlott vörös-tengeri kereskedelem és a szigetek genetikai elkülönülése.
Számos kínai rajz bizonyítja, hogy a Távol-Keleten már i. e. 1500 körül ismerték a macskát, mely az Egyiptommal ősidők óta kapcsolatban álló Indiából kerülhetett oda, ahol vallási ceremóniáknál kapott fontos szerepet. Kezdetben a gazdagok státusszimbóluma volt, majd a későbbiekben az értékes selyem kártevőktől való megvédéséhez használták fel. Japánban a szent iratok megóvásában nyújtott segítséget.
Az ókori görögök és rómaiak az egyiptomiakhoz hasonlóan nagy tiszteletben tartották őket. Habár Európában már az i. e. 5. században megjelentek a macskák az Appennini-félszigeten létrehozott görög területen, Magna Graeciában, viszonylag későn, az 1. században kezdtek elterjedni az Észak-Afrikából és a Közel-Keletről érkező állatok, melyek génállományát a későbbiekben az európai vadmacskával történő kereszteződés gazdagította. Egyiptomból az akkortájt féltve őrzött macskák első példányait a görögök csempészték ki, és mire a fáraó csapatokat küldött a visszaszerzésükre, már megkezdődött az állatok terjesztése (a föníciaiak részvételével) a Földközi-tengeren keresztül. Britanniába (ahogy Pannóniába is), az első példányokat a rómaiak vitték be, akik számára az eleinte luxusállatként tartott macskák a szabadság és a függetlenség jelképévé váltak.
A kora középkorban a macskák Európa-szerte elterjedtek, mivel egyértelműen hasznosnak bizonyultak a földműveléssel foglalkozó területeken és a városokban is. A 9-10. század táján élt walesi uralkodó, Hywel Dda (avagy Jó Hovel) még törvényben tiltotta meg a macskák bántalmazását és elpusztítását (amellett, hogy árukat is meghatározta). Ekkortájt Angliában a ritka és értékes macskák még az udvari nemesség hölgytagjainak társállataiként éltek. A későbbiekben azonban a keresztény egyház a sátán képmásának, valósággal a gonosz megtestesülésének kezdte tekinteni őket, és híveinek a macskák megkínzását és megölését javasolta. Azt is hirdették, hogy a boszorkányok éjszaka macska alakját öltik magukra. 1484-ben VIII. Ince pápa pogány állatoknak kiáltotta ki őket, és ezzel hivatalosan is megkezdődött az évszázadokon át tartó üldözésük. Számuk gyors ütemben csökkent, ennek hatására az egerek és a patkányok óriási számban elszaporodtak, és egyúttal ez tehető felelőssé a járványok, köztük a fekete halál, azaz a pestis megjelenéséért is.
A tengerészek ebben az időszakban is kedvelték őket, az angol haditengerészetnél például bekerültek a legénységi állományba. Úgy vélték, hogy szerencsét hoznak gazdájuknak, és megmutatják a kedvező szeleket. Saját nyelvükben gyakran megjelenik például a cicamancs, ami gyenge szellőt jelent. A hajókon, a 15. és a 18. század között a világ összes tájára eljutottak, köztük Új-Zélandra is, ahol helyrehozhatatlan pusztítást végeztek az őshonos, röpképtelen futómadarak körében.
A kor haladtával az emberek egyre jobban felismerték hasznukat, tartásuk ismét természetessé vált. A 19. században még mindig akadtak olyan könyvek, melyek rossz színben tüntették fel a macskákat. Tudatos tenyésztésük kezdete is erre az időszakra tehető. 1871-ben került sor az első európai macskakiállítás megrendezésére, a londoni Crystal Palace-ben.
A 20. századra az egyik leggyakoribb háziállattá vált, emellett orvosi, genetikai és fiziológiai kutatások alanyaként kezdték felhasználni. Magatartásuk az 1960-as években lett vizsgálat tárgya. Egyes példányaik az első emberes űrutazásokat előkészítő kísérleti repüléseken is részt vettek. A becslések alapján a kedvtelésből tartott egyedek száma az 1990-es években a történelem során először haladta meg a kutyákét, a 21. század elejére pedig a házi macskák létszáma világszerte meghaladta az 500 milliót. A háziasítás ellenére is képesek vadon élni, és gyakran kisebb kolóniákat alkotnak.
Jelenleg fajtamegőrző program indult a rejtőzködve élő vadmacskák érdekében, életmódjának megismerése, melyet élőhelyeik feltérképezése és a genetikai vizsgálatokhoz szükséges minták gyűjtése követ. A programot a Budakeszi Vadaspark indította márciusban, mivel a vadmacska hazánk egyik legveszélyeztetettebb faja. A Vadmacska Fajmegőrzési Program a Duna–Ipoly Nemzeti Park Igazgatóság és a Pilisi Parkerdő Zrt. közös együttműködése révén, az Agrárminisztérium támogatásával valósul meg.[forrás?]

### Mítoszok, hiedelmek és legendák

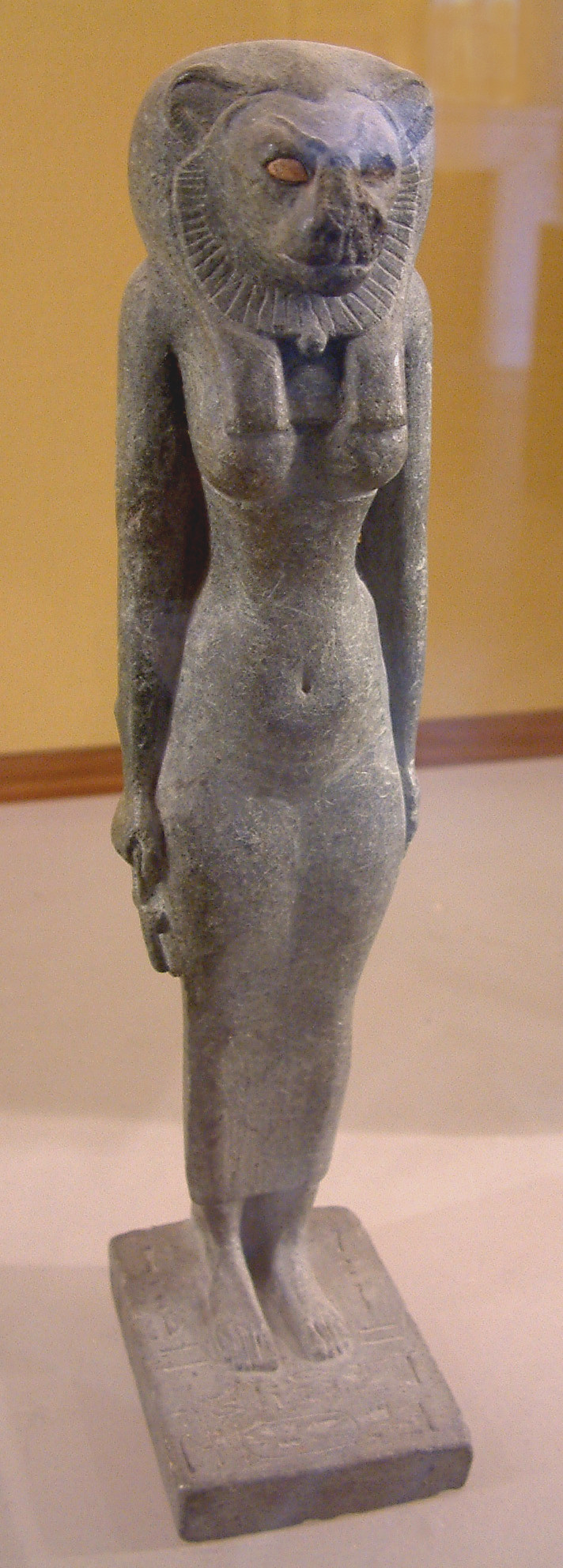
Básztet istennő

Számos ősi vallás szerint a macskák felemelkedett lelkek, melyek az emberek társai vagy vezetői, minden dolgok tudói, akik azért hallgatnak, hogy ne befolyásolják pártfogoltjaikat. Egyes hiedelmek szerint hatodik érzékkel rendelkeznek, képesek a lelkek, a szellemek és a gonoszság észlelésére.
Peru partjai mentén lakó indiánok legfőbb istenüket, Aiapaecet öregemberként ábrázolták hosszú macskafogakkal és bajusszal. Ő őrködött a vadászat sikere és a nemi aktus termékenysége felett.
Egyiptomban Básztet istennő az otthonok, a termékenység és a házi macskák istennője volt. Alakja később több istennőével is egybemosódott, tekintették Szahmet oroszlánistennő békés alakjának, és Hathorral is azonosították. Így Ré szemeként is utaltak rá, mely a napisten bosszújának eszköze volt. Macskaként vagy macskafejű emberalakként ábrázolták, többnyire egy szisztrummal a kezében. Kultusza központjául a Nílus deltájánál álló Per-Basztet (görög nevén Bubasztisz) városa szolgált, ahol a kultusz i. e. 390-ben történt betiltásáig, mintegy 2000 éven át minden évben nagy ünnepségeket tartottak a tiszteletére, és ahol az évezredek során egy nekropoliszban mumifikált macskák százezreit helyezték el – melyeket (egy kivételével) később az angol gyarmatosítók gőzhajóik üzemanyagaként elégettek, illetőleg őrölt formában trágyaként hasznosítottak.
A görög istenek közül Artemisz (akinek római megfelelője Diana) és Hekaté kötődik ehhez az állathoz.
Egy ősi keleti legenda szerint a macska az oroszlán tüsszentéséből született, Noé bárkáján.
A macska Cat Sidhe illetve Cait Sith néven, időnként emberi alakot is öltő lélekrablóként bukkan fel a kelta mitológiában.

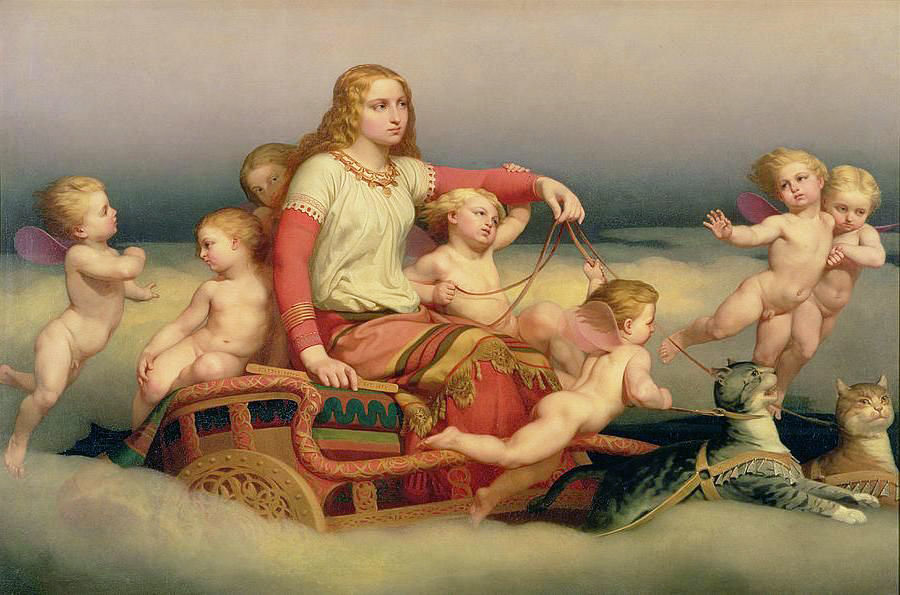
Niels Blommér: Freya férje keresése közben (1852)
(a kocsit két macska húzza)

A skandináv mitológiában is fontos szerepet tölt be, ugyanis a vikingek társállatként és patkányfogásra is használták az általuk háziasított és Skogskattnak nevezett norvég erdei macskát. A Gleipnirnek nevezett lánc, melyet a törpék kovácsoltak (a Fenrir nevű farkas megkötésére), többek között összetevőként tartalmazza a macska járásának hangját is. Freya, a szerelem, a termékenység és a háború istennője erősen kötődött a macskákhoz, melyeket szent állatainak tekintett. Gyakran ábrázolták egy szekéren utazva, melyet két ló méretű szárnyas macska húzott. A menyasszonyoknak gyakran adtak ajándékba macskakölyköt az istennő nevében. Misztériumában a Hold a macska szimbólumaként jelenik meg (ehhez hasonlóan más népek, például az egyiptomiak mítoszaiban is kötődik a Holdhoz).
A hindu Shashtit, a házasság és a születés istennőjét is gyakran macskán lovagolva ábrázolják. A buddhizmusban a macskalét a jók privilégiuma, a Paradicsomba való belépés előszobája.
Mohamed próféta kedvenc macskáját Muezza-nak hívták. A róla szóló legismertebb történet szerint, mikor egyszer Mohamed imádkozni indult, fel akarta venni az egyik köntösét, melynek ujján a macska aludt. Mivel nem akarta felébreszteni az állatot, levágta a ruha ujját. Mikor visszatért, a macska felébredt és meghajolt Mohamed felé, aki viszonzásképpen háromszor megsimogatta kedvencét. Egy hasonló történet szól egy megnevezetlen kínai császárról is.
Kínában a macskát az ártó szellemek és démonok mágikus erővel felvértezett ellenségének tekintették. A kínai asztrológiát alkalmazó régiókban helyenként a nyúl évét a macska évének nevezték el és az ez évben született emberek személyiségét hozzá hasonlítják. Néhol áldozatokat mutattak be a tiszteletére, a déli területeken azonban ínyencségként kezdték fogyasztani.
Ahogy a Távol-Keleten sok helyütt, Japánban is szerencsehozóként tekintettek rá. Ehhez egy 17. századi legenda szolgált alapul, amely szerint egyszer a Tokió közelében álló Gotokuji templom szerzetesének macskája megmentett egy gazdag és magas rangú embert, akit elcsalt egy fa alól, amibe rövidesen belecsapott a villám. A boltok bejáratánál még napjainkban is láthatók a felemelt lábukkal integető macskát ábrázoló szobrok (az úgynevezett Maneki-nekók, „köszönő macskák”), melyek a néphit szerint szerencsét és üzleti sikert hoznak.
A 15. századi Girolamo Visconti boszorkányokról írt ismertetőjében megemlíti, hogy éjszakánként a boszorkányok macska alakjában próbálnak az alvó gyermekek közelébe férkőzni. Ezután kezdett elterjedni az a francia szokás, mely szerint a templomok alapjába egy macskát temettek, amivel szimbolikusan elfojtották a gonosz erőket és legyőzték a sátánt. 1607 táján került be az európai folklórba az az elképzelés, amely szerint a macska megfojtja az újszülötteket, és orrát a gyermek szájához téve kiszívja belőlük a lelket. A történet annyira elterjedt, hogy egyszer egy angol bíróság is ezt a következtetést vonta le egy gyermek halálával kapcsolatos ügyben. Több magyarázat is született arra vonatkozóan, hogy miért történhet mindez. Az egyik elképzelés szerint a macska féltékeny az újszülöttre, akinek a gazdái több figyelmet szentelnek. Egy másik indoklás szerint a gyermek szájából áradó tejszag készteti erre az állatot. Ez utóbbi elképzelésnél nem vették figyelembe, hogy még ha a macska tejen is nevelkedik, általában szívesebben iszik vizet.
Bár a Biblia nem ír a macskáról, a keresztény néphagyomány megemlékezik arról, hogy az újszülött Jézust a jászolban egy macska tartotta melegen. A történet egy másik változata szerint a macska pusztította el azt a mérgeskígyót, amit a sátán küldött, hogy végezzen Jézussal. Köszönetképpen Szűz Mária megsimogatta az állatot, melynek fején M betű, hátán pedig sötét sáv vált láthatóvá, amely a cirmos leszármazottain is megmaradt.
A közhiedelem szerint a macskáknak kilenc életük van. A szívósságukra vonatkozó elismerés alapja az az észrevétel, hogy a macskák néha látszólag megfeledkeznek létfenntartási ösztönükről, és hogy túlélnek olyan zuhanásokat is, amelyek más állatok számára feltehetőleg végzetesek lennének.
Egyes macskákkal kapcsolatos babonák a 21. században is fennmaradtak, például vannak, akik úgy tartják, hogy balszerencsét hoz, ha egy fekete macska keresztezi az útjukat. Az angolszász országokban az október végi halloweent megelőzően az állatvédők rendszerint nem adnak örökbe fekete példányokat, mivel tartanak attól, hogy egyes befogadók csupán a tréfák vagy hiedelmek miatt kívánnak hozzájutni ezen állatokhoz, esetleg sátánista rituálék keretén belül kívánják feláldozni őket.
Az állatbarátok Olaszország-szerte első ízben 2007. november 17-én, szombaton ünnepelték a Fekete Macska Napját. A rendezvény gondolata az Olasz Állat- és Környezetvédő Társasághoz fűződik, amely ily módon szeretné eloszlatni a fekete macskákhoz fűződő számtalan babonás hiedelmet. Az állatvédők számítása szerint Itáliában évente 60 ezer fekete bundájú macskának vész nyoma évente: az állatok többségét elrabolják, s feltehetően megölik, sátánista szertartásokon áldozzák fel őket.

### Híres macskabarátok és macskagyűlölők
Számos hírességről tudni, hogy macskabarát volt. Közéjük tartozik például XII. Piusz pápa, VI. Pál pápa, Richelieu bíboros, Winston Churchill, Ernest Hemingway, Bohumil Hrabal, Freddie Mercury, II. Miklós cár, H. P. Lovecraft, Ottlik Géza és Weöres Sándor is. Egyes ismert személyek pedig megvetették vagy egyenesen gyűlölték ezeket az állatokat, mint például Nagy Sándor, Julius Caesar, Dzsingisz kán, Bonaparte Napóleon, Hitler vagy Sztálin.

### Híres macskák
A történelem során számos macska vált ismertté, esetenként híres gazdáik, szokatlan tulajdonságaik vagy tetteik révén.

## Anatómia

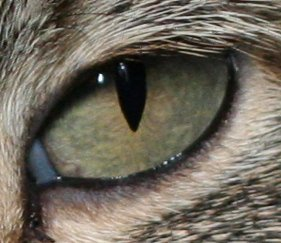
A macska szeme

A macskák sportos alkatúak, testük gyors, intenzív tevékenységekre alkalmas, így ideális a ragadozó életmódhoz. Jó futók, rövidtávon képesek elérni az akár 50 km/h-s sebességet is. Ízületeik hajlékonyak, hosszú lábaikkal, rugalmas erős izmaikkal remekül ugranak, képesek függőlegesen felfelé a kerítésekre vagy falakra akár két méter magasságba is felugrani, álló helyzetből. Emellett igen jó az egyensúlyérzékük (egyensúlyuk megtartását hosszú hajlékony farkuk is segíti), reflexeik gyorsak.

## Fiziológia
A kölyköket 8-9 hetes korukig az anyjuk eteti, a felnőtt egyedeknek naponta 1-2 étkezésre van szükségük, melyek során testtömeg-kilogrammonként mintegy 4-5 dekagramm táplálékot fogyasztanak el.

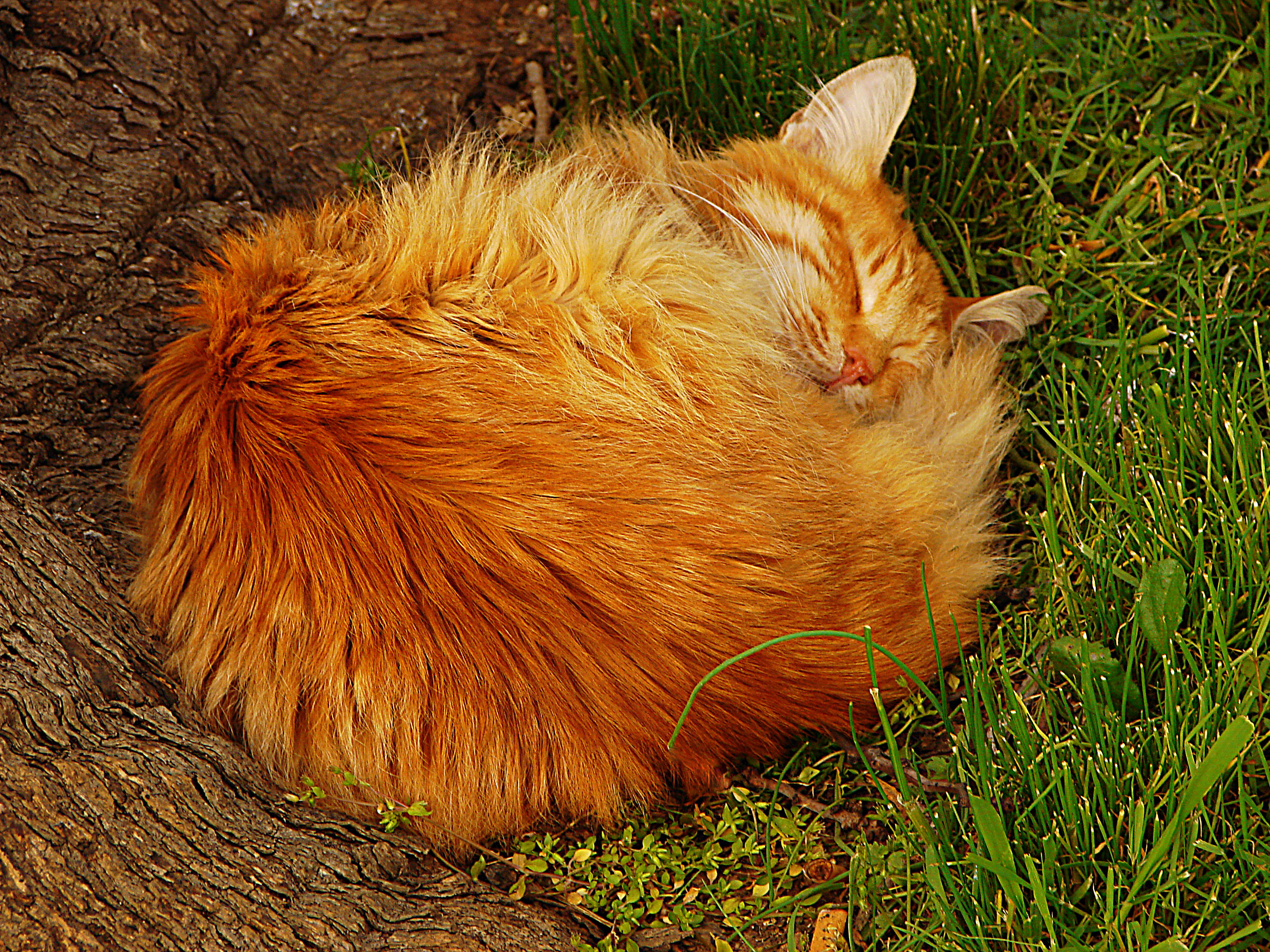
A macskák gyakran összegömbölyödve alszanak

A macskák más állatokhoz képest meglehetősen sok időt töltenek alvással, különösen idősebb korukban. A napi alvásigényük körülbelül 12-16 óra, de átlagosan 13-14 órát alszanak, némelyikük azonban akár napi 20 órát is képes alvással eltölteni. Geoffrey B. West és Van M. Savage amerikai kutatók tanulmánya szerint az emlősállatok alvásigénye testméretük növekedésével csökken, bár az alvásigényt az agy mérete és energiafelhasználásának mértéke, valamint az életmód is befolyásolhatja (például a ragadozók többet alszanak).
A macska időnként félálomban pihen, ehhez általában a lábait behajlítva lekuporodik, ill. lefekszik, szemeit behunyja, füleit előre vagy a zajok irányába fordítja. A félálomban töltött idő végén rendszerint alvó pózt vesz fel (például összegömbölyödik), majd elalszik. Az alvási folyamat az emlősökéhez és a madarakéhoz hasonlóan zajlik. A felszínes alvást felváltó mélyalvási szakaszban az izmok ellazulnak és bekövetkezik a REM-fázis vagy álomfázis, mely során az agyi aktivitást jelző EEG jelek hasonlítanak az ébrenlétnél megfigyelhetőekre. Ezt az időszakot a gyors szemmozgás mellett a bőr és az izomzat rángatózása is jelezheti. A mintegy 6-7 perces mélyalvási szakaszt körülbelül 20-30 perces felszínes alvás követi, melynek végén a macska néha felébred és testhelyzetét megváltoztatva újra elalszik. Az alvó állat számára a zaj vagy egyéb zavaró körülmény hatására történő hirtelen felébredés stresszt okoz, amely hosszú távon, gyakran megismétlődve pszichikai rendellenességet, betegséget is eredményezhet.

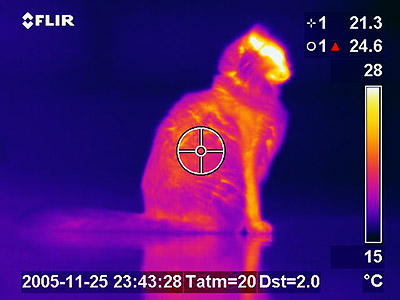
A macska hőfényképe

Éjszakai életmódot folytató állatok lévén a macskák (elsősorban a fiatalabb példányok) gyakran hiperaktívvá és játékossá válnak az esti vagy a hajnali órákban. Az ilyen időszakokat „esti/éjszakai őrületnek” vagy „fél órás őrjöngésnek” is nevezik.
A macska vérmérséklete nagyban függ fajtájától illetve tartási körülményeitől. A soványabb példányok általában aktívabbak testesebb társaiknál.
A macska normál testhőmérséklete 38-39 °C. A macskának hőemelkedése van vagy lázas, ha a testhőmérséklete eléri a 39,5 °C -ot vagy feljebb emelkedik, amennyiben pedig 37,5 °C alá csökken, akkor kihűlt. Összehasonlításképpen az ember normális testhőmérséklete körülbelül 36,8 °C. A házi macska szívverése percenként 140 és 220 között van, nagyban függ attól, hogy az állat mennyire izgatott (nyugodt állapotban 150 és 180 közé esik, amely nagyjából a duplája az ember szívverésének).

## Életmód és viselkedés

### Környezet

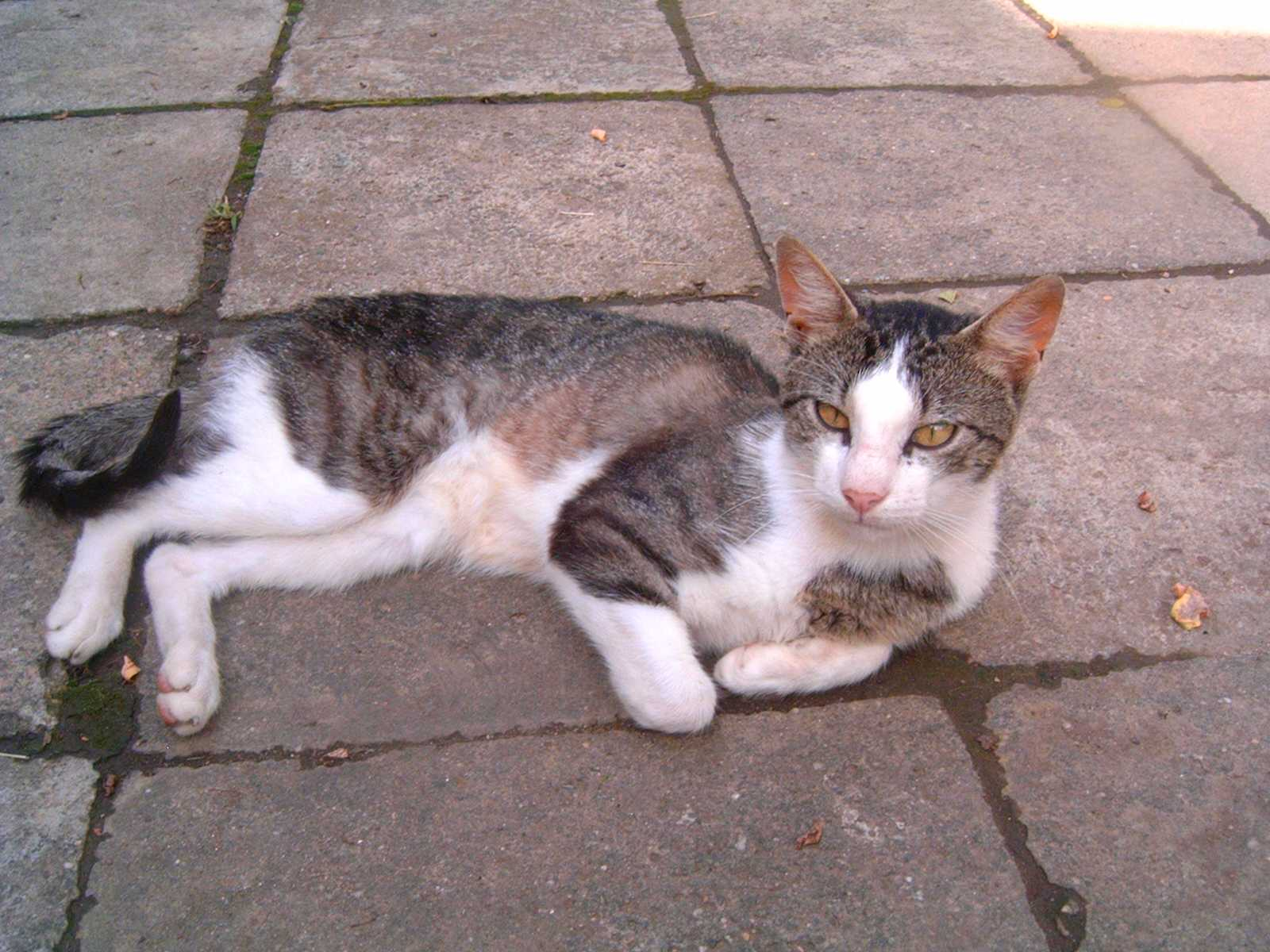
Szabadban pihenő macska

A vadmacska, a házi macska őse feltehetően sivatagi éghajlaton fejlődött ki, vad és háziasított formáit hasonló viselkedésmód jellemzi. A vadmacskák Ausztrália és az Antarktisz kivételével őshonosak valamennyi kontinensen. Az Észak-Afrikában élő kis termetű vadmacskák tűnnek a háziasított fajták legközelebbi ősének.
A macskák élvezik a meleget és a napsütést, gyakran alszanak napos helyeken. Magasabb hőmérsékleten érzik jól magukat, mint az emberek, akik számára a 44,5 °C-nál nagyobb bőrfelszíni hőmérséklet már nehezen elviselhető, míg a macskák akkor kezdik kellemetlenül érezni magukat, ha a bőrük 52 °C-ra melegszik.
Mivel közeli kapcsolatban állnak a sivatagi állatokkal, rövid időszakokra vonatkozóan aránylag jól tűrik a hőmérséklet ingadozását. Egyes fajták, mint a norvég erdei macska vagy a Maine Coon más macskákhoz viszonyítva vastag szőrzettel rendelkeznek, amely jobb védelmet nyújt a nyirkos hideg időben (ködben, esőben és hóban), és nedves állapotában is 39 °C körüli testhőmérsékletet biztosít.
A macskák alapvetően irtóznak a vízbe merüléstől, mivel a többrétegű, vastag szőrzetük lassú száradása miatt fokozott a megfázás kockázata. Kivételt leginkább a török Van-macskafajta képez, amely kimondottan kedveli a vizet. A beszámolók szerint az abesszin macska és a bengáli macska is jó víztűrő képességgel rendelkezik. A kutyákhoz hasonlóan a macskafajták többsége is ügyesen úszik.
Ürüléküket, amely rendszerint száraz, igyekeznek a homokos területeken betemetni. Vizeletük nagyon sűrű, amely lehetővé teszi, hogy az állat a lehető legtöbb folyadékot megtartsa.
A macskák képesek hosszú időn át mozdulatlanok maradni, különösen a zsákmányra való várakozás közben.
A lakóterületük környezetére gyakorolt hatásának, és várható problémakezelésnek felmérésére időnként macskaszámlálást tartanak, pl. az USA-ban, nagyszabású, 3 évig tartó felmérés keretében. A 690 ezer lakosú főváros (Washington DC) macskáinak megszámlálásához kamerákat, háztartásokban végzett felmérést és egyéb technikákat használtak. A macskaszámlálás támogatói szerint a vállalkozás azért is hasznos, mivel jobban fel lehet majd mérni az állatmenhelyek forrásigényeit és a kóbor macskák is kezelhetőbbé válhatnak. A számlálás 2021 októberére fejeződött be és 200.000 macskát rögzített. A közterületi etetés kérdése nagyon sok kellemetlenséget okoz a lakóközösség számára. Az odaszoktatott állatok folyamatosan a környéken tanyáznak, a lakókat zavarják. Ráadásul a dolgukat is ott végzik, és ennek a szennyezésnek az eltakarítása a lakóközösség kötelezettségévé vált.[forrás?]
Megoldást a kóbor állatok befogása és ivartalanítása hozna, de ez egyre nehezebb és költségesebb. Azt még a törvény sem mondja ki egyértelműen, melyik megoldás a helyes, ugyanis az önkormányzatok saját hatáskörükben eltérően rendelkeznek a kérdésben. Vannak olyan települések, kerületek, ahol önkormányzati rendelet mondja ki, hogy a kóbor állatok etetése tilos; viszont vannak olyan városok, ahol erről nem rendelkeztek. Ennek ellenére az állatvédők és az állatorvosok azt tanácsolják, hogy ne etessük a kóbor állatokat.[forrás?]

### Vadászat

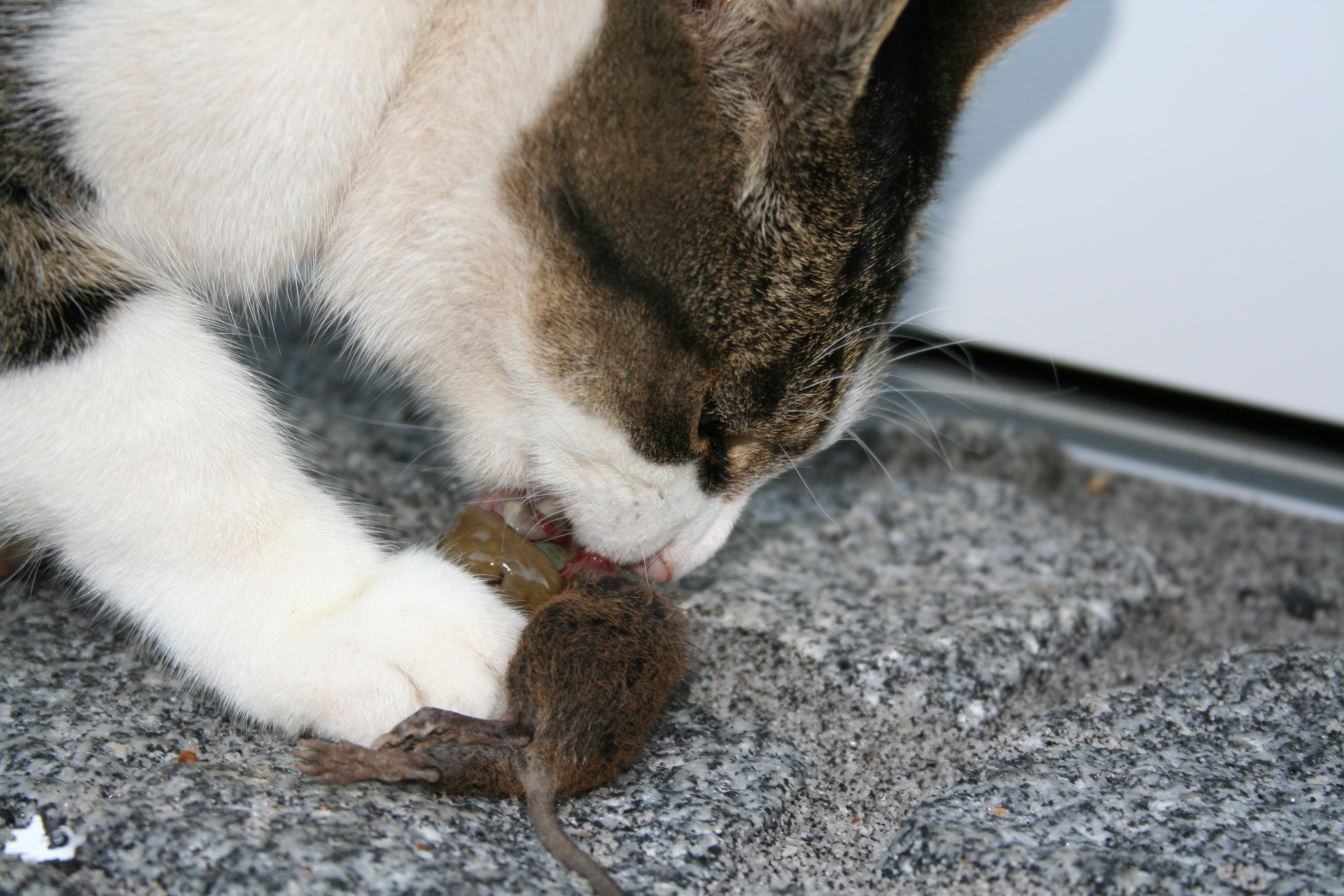
Egeret evő macska

Evolúciójuk során a macskák sokkal nagyobb mértékben alkalmazkodtak a vadászathoz, mint a kutyák vagy más emlősök. Ez annak a mutációnak indirekt következménye volt, mellyel ősük elvesztette az édesség ízlelésének képességét, ezáltal pedig lecsökkent a növényi tápanyagbevitele. A növényfogyasztás drasztikus csökkenésével emésztő szervrendszerük lerövidült, így képtelenné vált a növényi táplálék hatékony feldolgozására, azonban mindez a testtömeg lecsökkenéséhez is vezetett, amely elősegítette a vadászathoz szükséges gyors mozgást. Viselkedési mintáik a vadászathoz igazodtak, rövid intenzív tevékenykedésüket hosszú nyugalmi periódusokkal kezdték ellensúlyozni.
A nagymacskákhoz hasonlóan a házi macskák is hatékony vadászok. Gerinces zsákmányukat a leopárdoknál és a tigriseknél megfigyelhető taktikával lesből támadva teszik mozgásképtelenné, majd hosszú szemfogukkal megsebzik a gerincvelőt, illetve a nyaki verőeret vagy a nyaki gyűjtőeret átszakítva súlyos vérzést okoznak, esetleg a légcső összezúzásával megfojtják áldozatukat. Míg a házi macska körülbelül ezerféle fajra vadászhat, addig a nagymacskák kevesebb, mint száz különféle állatot tekintenek zsákmányuknak. Bár az utóbbiak általában a nagyobb méretű állatokat igyekeznek elejteni, a kisebbek alacsony tápértéke ugyanis nem éri meg a vadászattal járó fáradtságot. Kivételt képeznek köztük a leopárdok, melyek gyakran vadásznak nyulakra és más kisebb állatokra is.

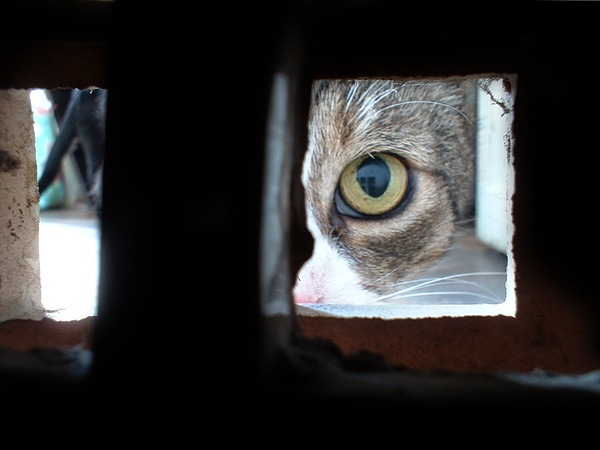
Vadászó házi macska

A jól táplált házi macskák is vadásznak a környezetükben élő madarakra, egerekre, patkányokra, skorpiókra és más kisebb állatokra. Gyakran előfordul, hogy meg is mutatják zsákmányukat a gazdájuknak. Ennek oka nem tisztázott, de a barátságos magatartás gyakran társul ezzel a viselkedéssel. A macskák talán dicséretet remélnek a csoporthoz való tartozás effajta szimbolikus kinyilvánításáért. Némelyik elmélet szerint azonban a macskák abból, hogy embertársaik a nap nagy részét távol töltik tőlük, arra következtetnek, hogy vadászattal töltik az idejüket és ezért vannak bővében az ételnek. Zsákmányuk odaajándékozásával csupán szeretnének hozzájárulni gazdájuk élelmezéséhez. Paul Leyhausen etológus átfogóan tanulmányozta a házi macskák vadászó- és társadalmi magatartását – melyet Cat Behavior (Macskamagatartás) című könyvében dokumentált –, és saját magyarázattal szolgált az ajándékozás jelenségére. Egyszerűen megfogalmazva, a macskák befogadják az embereket saját társadalmi csoportjukba és a hierarchiában betöltött helyüknek megfelelően feleslegessé vált zsákmányukat megosztják a csoport többi tagjával. A hierarchia tetején vagy annak közelében az ember áll.
Vadászó magatartásuk miatt a vadon élő macskákat számos országban kártevőnek tekintik. A házi macskákat esetenként zárt kifutóban vagy lakásban kell tartani, mivel másként pusztíthatják a veszélyeztetett helyi madárfajokat. Ausztráliában a hatóságok törvényt is hoztak ezzel kapcsolatban. Bizonyos helyeken a macskatartók csengőt akasztanak kedvencük nyakába, hogy ezzel figyelmeztessék az esetlegesen kiszemelt zsákmányt. Néha azonban a macska megtanulja hogyan váljon még csendesebbé, hogy a csengővel is képes legyen vadászni.

### A macskák táplálkozása

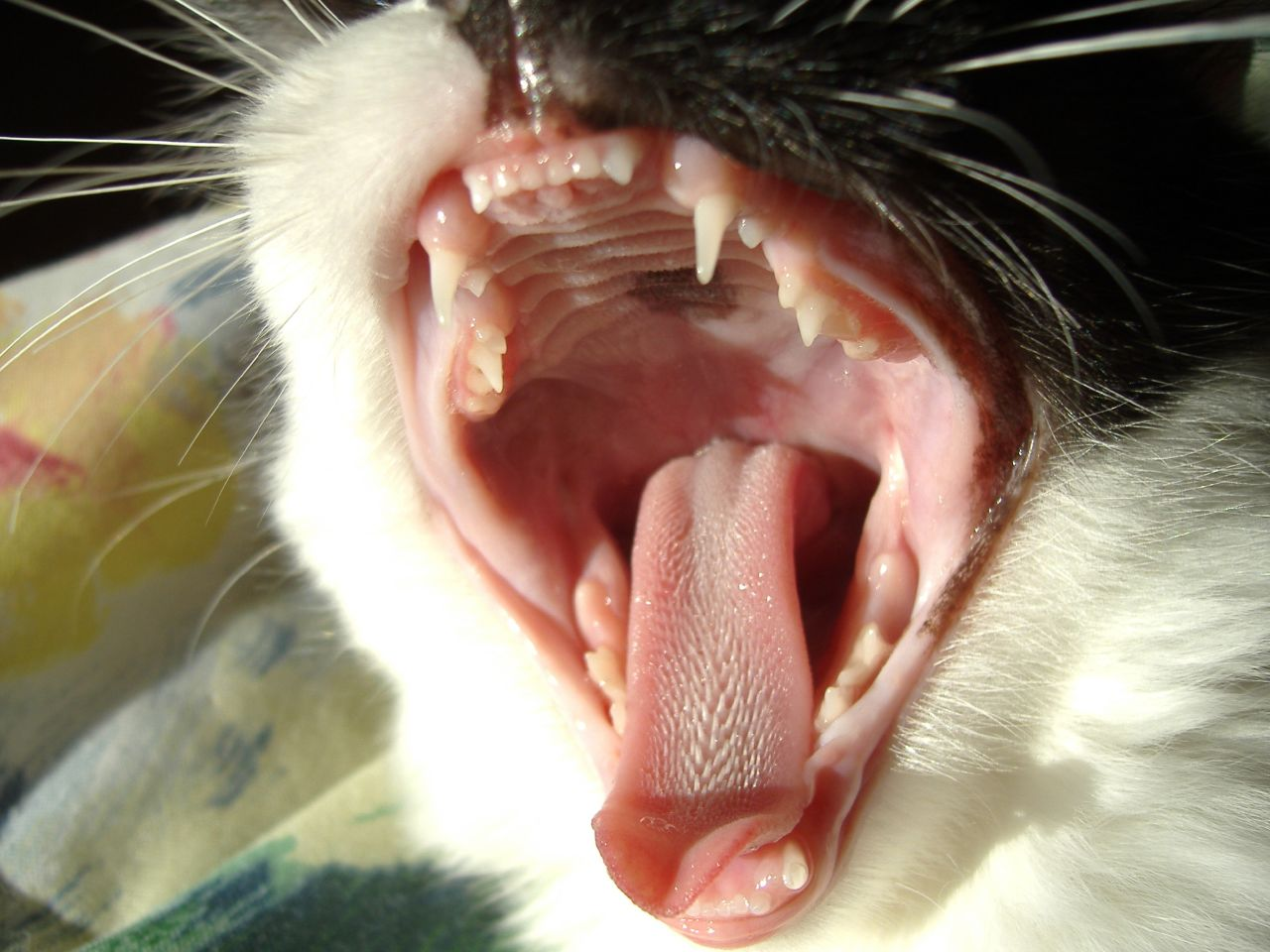
Ásító macska, a jellegzetes szemfogakkal

A macskák fogazata és emésztő szervrendszere a húsevéshez alkalmazkodott. A házi macskák kis mennyiségű növényi táplálékot is igényelnek, melyhez alkalmanként fű vagy más növények fogyasztásával jutnak hozzá. Míg a medvék és a kutyák általában gyümölcsökkel, bogyókkal, gyökerekkel és mézzel egészítik ki étrendjüket, a macskák leginkább húst fogyasztanak. Mivel egy genetikai anomália folytán valamennyi macskaféle képtelen az édesség ízlelésére, ezek az állatok többnyire idegenkednek a gyümölcsök és a bogyók elfogyasztásától. Ennek ellenére sok házi macska kedveli a zöldséget.[forrás?] A boltokban kapható macskaeledelek elsősorban húsból állnak, de gyakran tartalmaznak nagy mennyiségű búzát vagy rizst, amelyet hús melléktermékekkel, ásványi anyagokkal és vitaminokkal egészítenek ki. Előfordul, hogy a macskák füvet, leveleket, cserjéket vagy szobanövényeket rágcsálnak, elősegítve a megemészthetetlen táplálék felöklendezését.
A macskák képtelenek pusztán vegetáriánus étrenden élni, mivel ekképpen nem tudják előteremteni azokat a számukra szükséges tápanyagokat, melyeket a növények nem vagy csak kis mennyiségben tartalmaznak. Ezek közé tartozik a taurin, az A-vitamin (a macskák szervezete nem képes a növényekben nagy mennyiségben jelen levő A-provitamin A-vitaminná való átalakítására) és ide tartoznak egyes zsírsavak is. A taurin hiányától a macskák szeme lassan leépül, amely kezdetben látásproblémákat végül pedig maradandó vakságot okoz. Ezt az állapotot központi retinadegenerációnak (CRD = Central Retinal Degeneration), nevezik. A tehéntej kis mértékben tartalmaz taurint, de a felnőtt macskák általában érzékenyek a laktózra. A laktózmentes tejet ugyan biztonságosan fogyaszthatják, de ez nem helyettesítheti a húst. Némelyik vegetáriánus ennek ellenére vegetáriánus étrend szerint eteti kedvencét, kiegészítve az ételt azokkal a tápanyagokkal, amelyek a macskák számára szükségesek.

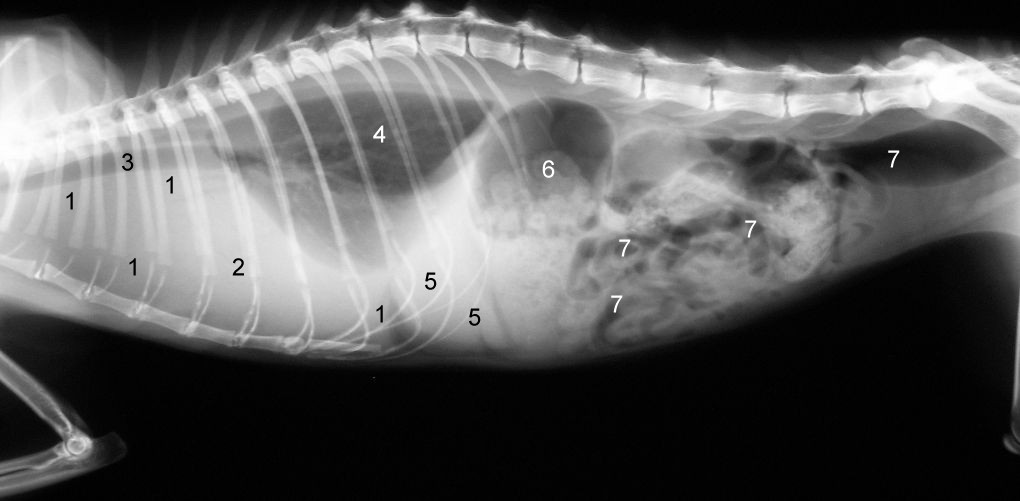
Egy (nem egészséges) macska belső szerveiről készült röntgenfelvétel

Egyes szobai és kerti növények ártalmasak ezen állatok számára. A húsvéti liliom levelei maradandó és életveszélyes vesekárosodást okozhatnak, de a filodendron, a gyöngyvirág és az aranyeső is mérgező rájuk nézve. A Cat Fanciers' Association egy teljes listával szolgál a macskák számára mérgező növényekről.
Némelyik példány rajong az illatos macskamentáért. Bár általában nem eszik meg, gyakran hemperegnek rajta, tapogatják és esetenként meg is rágják (hogy a vomeronazális szervük segítségével jobban meg tudják vizsgálni). A hatása aránylag rövid ideig, legfeljebb egy órán át tart, azonban néhány órával később újra felkeltheti az érdeklődésüket. Kisebb hatásfokkal más növények is kiválthatnak hasonló reakciót. A macskamentát is tartalmazó samponnal könnyebb a macskákat megfürdetni, a növény szagától gyorsan lenyugodnak.
A macskák néha válogatósak az étkezésnél, amely talán az édesség ízlelésének hiányából is fakad. Más emlősökkel ellentétben akár önként éheznek is, még akkor is ha olyan ételt kapnak, ami elég ízletes vagy olyat, amelyet korábban szívesen elfogyasztottak. Ez akkor is bekövetkezhet, ha a vomeronazális szervük hozzászokott egy adott ételhez vagy ha a gazdái elkényeztették az állatot. Ilyenkor minden olyan ételt elutasítanak, amely nem felel meg az elvárásaiknak. Az is előfordulhat hogy ráunnak a kapott ételre és addig nem esznek belőle, amíg újra meg nem kívánják. Az önkéntes éhezés azonban csak rendkívül ritka esetben tart addig a pontig, ahol az állat szervezete már károsodik a rohamos súlycsökkenés és a máj működési zavara (hepatikus lipidózis) következtében, amely beteges étvágytalanságot okoz és kezeletlenül 48 órán belül az állat pusztulásához vezet.
Emellett a macskák érdeklődést mutathatnak az emberi ételek, például a fasírozott, sült csirke, kenyér, pizza, jégkrém, paradicsomleves, szalonna, sárgarépalé, olajbogyó, gomba iránt, de az olyan ínyencségek is felkelthetik a figyelmüket, mint a főtt kukorica vagy a sárgadinnye. Az emberi étel és a macskaeledel együttes fogyasztása azonban az állat elhízásához vezethet, amely számos problémát okozhat, akár cukorbetegséget is, főként a kasztrált hímeknél. Az elhízás orvosolható diétával és fizikai gyakorlatokkal, azaz játékkal, amely különösen a lakásban tartott példányoknál hasznos. A csokoládé, főleg a keserűcsokoládé igen veszélyes a macskákra nézve, de a kutyákkal ellentétben a legtöbb macska nem fogyasztja el.
Kialakulhatnak olyan táplálkozászavarok is, mint a pica, amely során az állat szokatlan dolgokat rág vagy eszik meg, például ruhaszövetet, műanyagot vagy gyapjút. Ez kis mennyiség esetén nem ártalmas, a nagy mennyiségű emészthetetlen anyag (például egy teljes zokni) eltávolítása azonban orvosi beavatkozást igényel. Ez a betegség különösen a sziámi és a burma fajtákat érinti, illetve azokat, amelyek ezek őseitől származnak.
A macskák károsak is lehetnek a környezetükre nézve, amennyiben egy olyan területre kerülnek, ahol a helyi fajok nem képesek megfelelően alkalmazkodni hozzájuk. Előfordulhat, hogy fajpusztulást okoznak (mint például a Stephens-szigeti álfakusz esetében).

#### Tiltott ételek
Az emberi ételek egy része mérgező a macskák számára. Készételeknél, felvágottaknál figyelni kell, hogy az összetevők között se szerepeljen a macskák számára káros anyag. Vagy kimondottan macskatáppal etessünk, vagy ismert és ártalmatlan összetevőjű, saját készítésű tápot adjunk. A macskák szervezetének nincs szüksége fűszerekre, ízfokozókra, de hozzáadott cukorra sem.
A legfontosabb tiltott, vagy nem javasolt ételek:
- Húsok, állati eredetű anyagok:
  - nyers hús, nyers tojás: veszélyes fertőzéseket, szalmonellát, a nyers és nyersen tartósított sertéshús (kolbász, szalonna) halálos Aujeszky-betegséget (álveszettség) okozhat
  - vaj, margarin, szalonna: nagyobb mennyiségben hányást, vagy hasnyálmirigy gyulladást okozhatnak
  - tej: a tejcukor (laktóz) emésztési problémákat, hasmenést okozhat
  - nyers tonhal és lazac: veszélyes baktériumfertőzést okozhat
  - szálkás hal: a szálka az emberhez hasonlóan megakadhat a torokban
  - felvágottak: a benne lévő fűszerek miatt csak kis mennyiségben adhatók
- Növények:
  - csokoládé: a benne lévő teobromin szívműködési és idegrendszeri zavarokat válthat ki, akár halált is okozhat
  - kávé, energiaital, tea: a koffeintartalom általános felfokozottságot, akár görcsrohamokat is okozhat
  - hagyma, fokhagyma: emésztőszervi panaszokat, hosszú távon vérszegénységet okoz és mivel a legtöbb felvágott és készétel is tartalmazza, azok is csak kis mennyiségben adhatók
  - zöld és nyers paradicsom, paprika és padlizsán, zöldes héjú krumpli: a szolanintartalom miatt nem adható (a szolanin az emberre is káros hatású)
  - szőlő, különösen mazsola: súlyos, akár halálos veseműködési zavarokat okoz
  - mogyoró, lekvár, savanyúság: a macska szervezete nincs rá felkészülve, komoly problémákat okozhatnak
- Egyéb:
  - xylitol: vércukorszint-esést okozhat
  - alkohol: már kis mennyiség is súlyos idegrendszeri zavarokat okoz
  - kutyakonzerv, kutya száraztáp: noha nem mérgező, az összetétele nem megfelelő a macskák számára, fehérjetartalma alacsony, kizárólagosan adva súlyos hiánybetegséget okoz.

### Higiénia

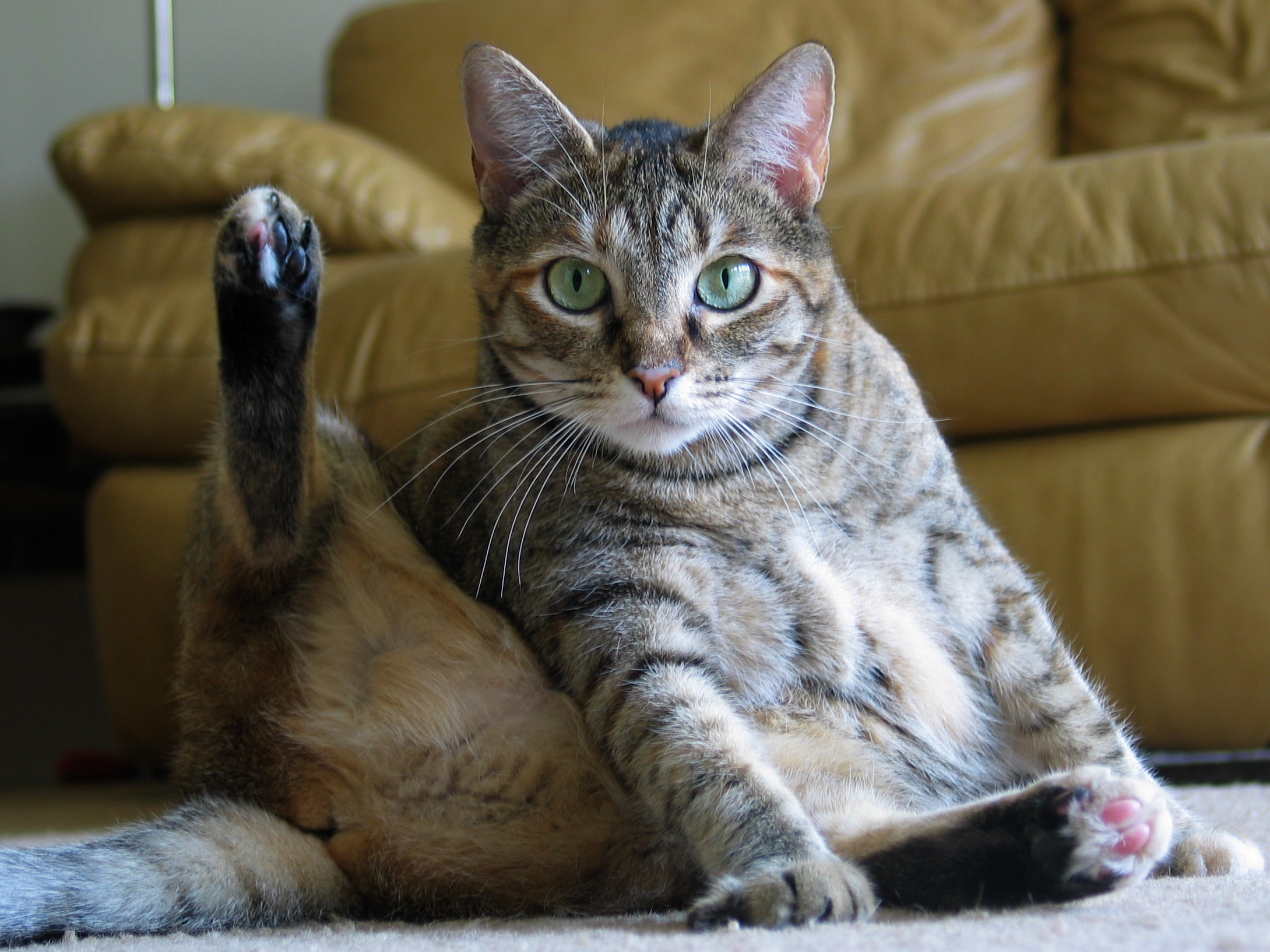
Egy tisztálkodó cirmos

Köztudott, hogy a macskák rendkívül igényesek a tisztaságot illetően, akár napi 3 órát is eltölthetnek tisztálkodással. A mosakodás elősegíti a test melegének megőrzését, eltávolítja az élősködőket és serkenti a bőr vérkeringését. Nyelvük papilláival és nyáluk használatával tartják tisztán bundájukat. A macska nyála jól tisztítja a szőrzetet, az embernél azonban allergikus reakciót válthat ki. A macskára allergiás emberek egy része szénanáthától, asztmától vagy bőrkiütésektől szenved, másokon azonban nem jelentkeznek az allergiára utaló tünetek. Némelyik macska szívesen mosdatja a fajtársait vagy akár a gazdáját is. A tisztálkodás közben lenyelt és a gyomorban összetapadt és megszilárdult szőrt (melyet bezoárkőnek neveznek) időnként kiöklendezik. A hosszú szőrű fajtáknál ez gyakrabban fordul elő, azonban a felöklendezés megfelelő étrenddel és a bunda gyakori átfésülésével vagy szőrkefével való gondozásával elkerülhető. A macskák körülbelül ugyanannyi folyadékot veszítenek mosakodás közben, mint a vizelés során, ezért fontos hogy a folyadék pótlására mindig álljon a rendelkezésükre friss, tiszta ivóvíz.
A szobamacskáknak rendszerint egy alomként kőzúzalékot (például bentonitot vagy zeolitot), faforgácsot, papírt, esetleg virágföldet vagy homokot tartalmazó alomtálcára van szükségük, amely a számukra illemhelyként szolgál. Ez az alkalmatosság a háztartásban élő egyedek számától és az alom fajtájától függően gyakori tisztítást igényel, mivel az állat másképp nem hajlandó használni. Az illemhely használatának mellőzése mögött azonban egyéb ok is állhat, például székrekedés vagy más olyan egészségi probléma, amely az alom használatát megnehezíti. A házból kijáró macskák számára is célszerű egy illemhelyet fenntartani. Az alomtálca napi ellenőrzésével figyelemmel követhető az állat egészségi állapota is. Az alomnak és az alomtálcának is sokféle változata létezik, némelyikük használat után elkülöníti az almot az ürüléktől. Az almok egyes fajtái a vizeletet is magukba szívják, megnövelve az alom felhasználási idejét, bár előfordulhat hogy bizonyos almok némelyik macska számára egészségi problémát okoznak.

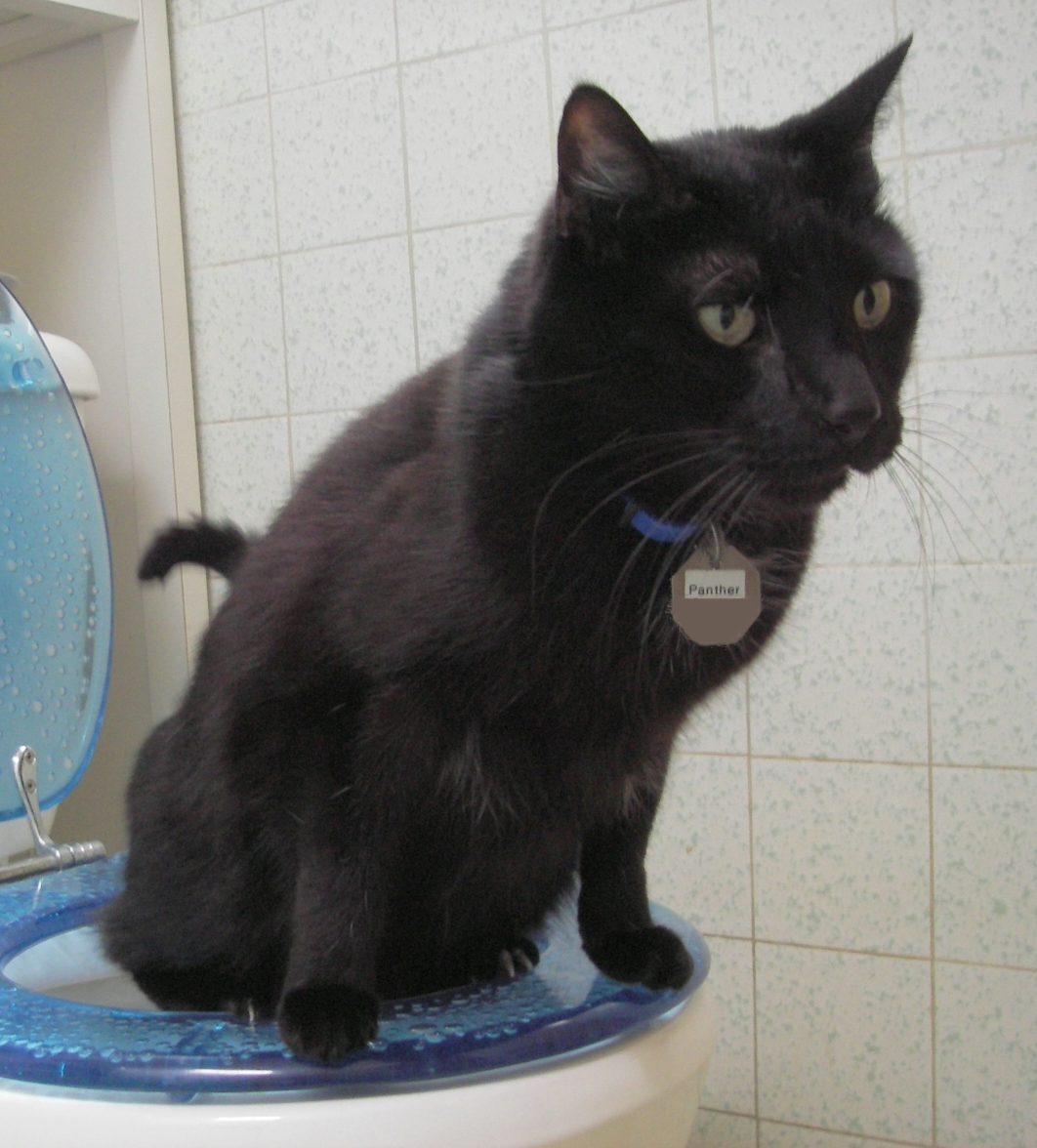
Toaletthez szoktatott macska

Az alomtálcák növelhetik a toxoplazmózis fertőzés kockázatát a terhes nőknél és a legyengült immunrendszerű személyeknél, bár a fertőzés esélye a kizárólag lakásban élő macskák esetében kisebb. A fertőzésveszély csökkenthető, ha az alomtálcát naponta egy, a fertőzéssel szemben ellenálló személy kitisztítja.
A macskák betaníthatók az emberi használatra készített WC használatára is, melynek révén az alomtálca szükségtelenné válik, bár komoly higiéniai okokból ez nem ajánlott. A betanítás, melynek során az alomtálcát egyre közelebb helyezik a vécécsészéhez, általában két-három hetet vesz igénybe. Ehhez egy rövid ideig ajánlatos egy tálat vagy egy kisebb dobozt rögzíteni a vécécsésze fölé, de a betanítás más segédeszközök használatával is könnyíthető. Mivel a vécécsészéről történő leesés megsebesítheti az állatot, melynek folytán tartózkodni fog a vécé használatától, célszerű egy rácsot vagy más az ürülék lehullását lehetővé tevő, erre a célra gyártott segédeszközt helyezni a csészére, amely növeli a biztonságot. A vécécsészét ajánlatos lefedve tartani abban az esetben, ha a macska nincs a vécé használatára szoktatva, máskülönben az állat megpróbálhat inni a benne levő vízből.
A higiéniának van emberi vonzata is. A kóborló, ugyanakkor körülöttünk élő házi macskák az emberre is veszélyes betegségeket és élősködőket terjesztenek. Sajnálatos módon ennek egyik legjellemzőbb helye a játszóterek homokozója lehet. Ezek különösen kedvelt macska WC-k, ahol a homokba rejtett ürülék fel sem tűnik a szülőknek, a mindent a szájukba vevő gyerekek viszont folyamatosan fertőződhetnek az ürülékkel terjedő, akár fejlődési visszamaradást, vakságot vagy idegrendszeri problémákat is okozó élősködő férgekkel.
Általában közismert, hogy a kedvtelésből tartott állat ürülékét az állattartó a közterületről mindenkor köteles eltávolítani. Aki erről nem gondoskodik, köztisztasági szabálysértést követ el.

#### Karomápolás

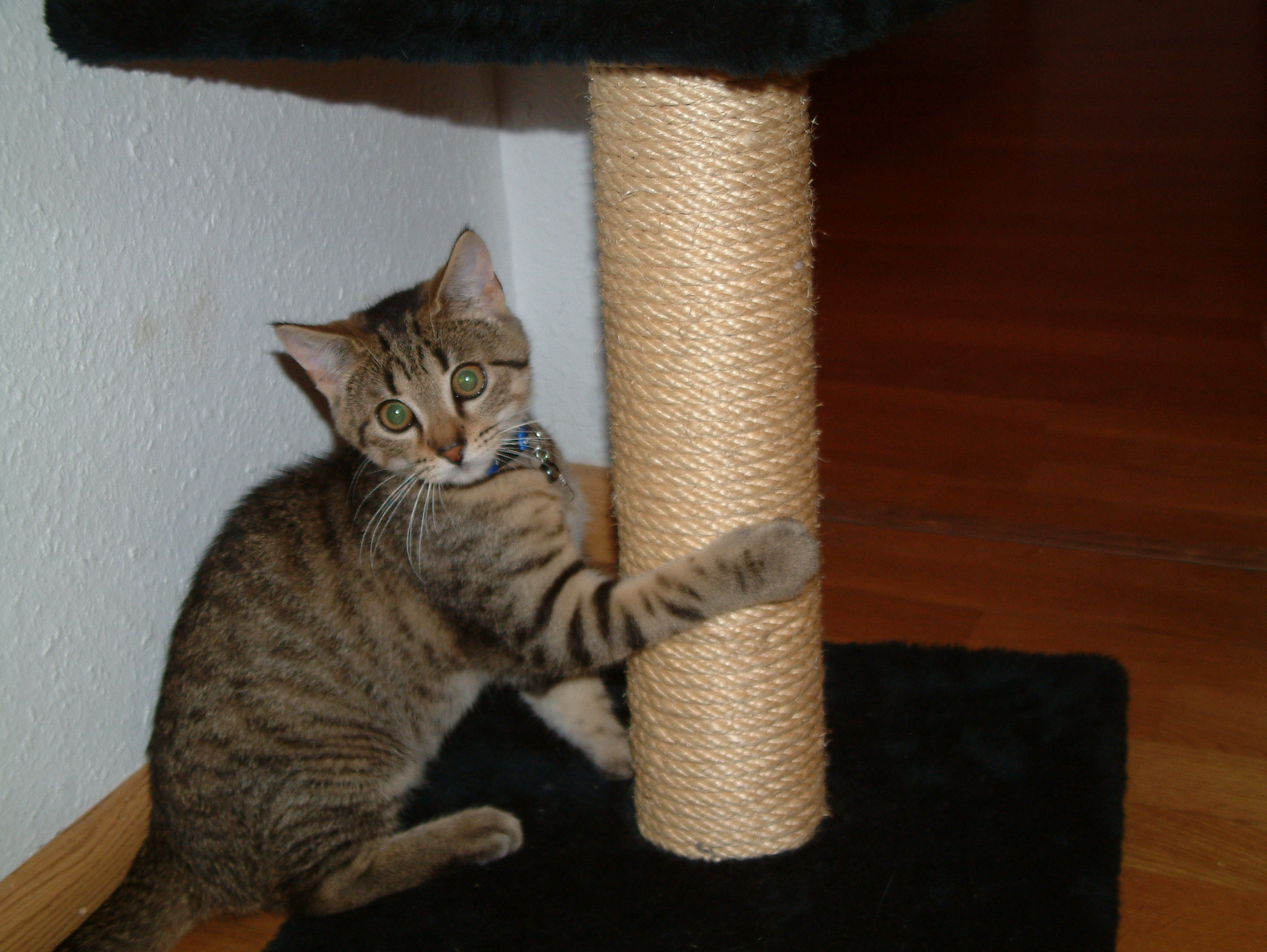
Karomélesítő eszköz (kaparófa)

A macskák természetes ösztönük révén időről időre keresnek egy megfelelő felületet, amelybe hegyes karmaikat belemélyeszthetik, hogy lábaikat hátra húzva megszabadulhassanak az elkopott karom burkoktól. A karomélesítés amellett hogy segít az izmok edzésben tartásában, örömet is szerez az állatnak, így gyakran a karomtalan példányok is elvégzik ezt a tevékenységet. A szobamacskáknak ehhez egy erre alkalmas karomélesítő póznára van szükségük, másképp a bútorokat és szőnyegeket kénytelenek használni, amelyeket könnyedén megrongálhatnak. Az erre a célra gyártott eszközök általában szövettel vannak borítva, mely összezavarhatja az állatot, így végül nem tudja eldönteni mely felületeket szabad használnia és melyeket nem. Ennek elkerülésére célszerű egy egyszerű fából készült póznát beszerezni vagy a már meglevőt egy olyan durvább felületű textúrával bevonni (például egy aljával kifelé néző régi szőnyeggel), amely nagyban eltér a lakásban fellelhető egyéb szövetektől. A vadon született példányok gyakran nem értik a karomélesítő pózna célját, így a használatára való betanításuk tovább tarthat.
Habár a karomélesítés megvédi az állatot attól, hogy a karma túl hosszúra növekedjen, a karomápolás szükség esetén kézzel is elvégezhető egy erre a célra gyártott karom trimmelővel vagy akár egy egyszerű manikűrollóval is. A vágásnál nagyon körültekintően kell eljárni, ugyanis a karom élő részének elvágása az ujj megvágásához hasonlóan vérzéssel és fájdalommal jár. Az áttetsző karmú állatoknál az élő rész jól látható, a sötétebb karmúaknál azonban nem, így ezeknél még inkább vigyázni kell, hogy a vágáskor csak egy apró darabot távolítsunk el.

#### Karomeltávolítás

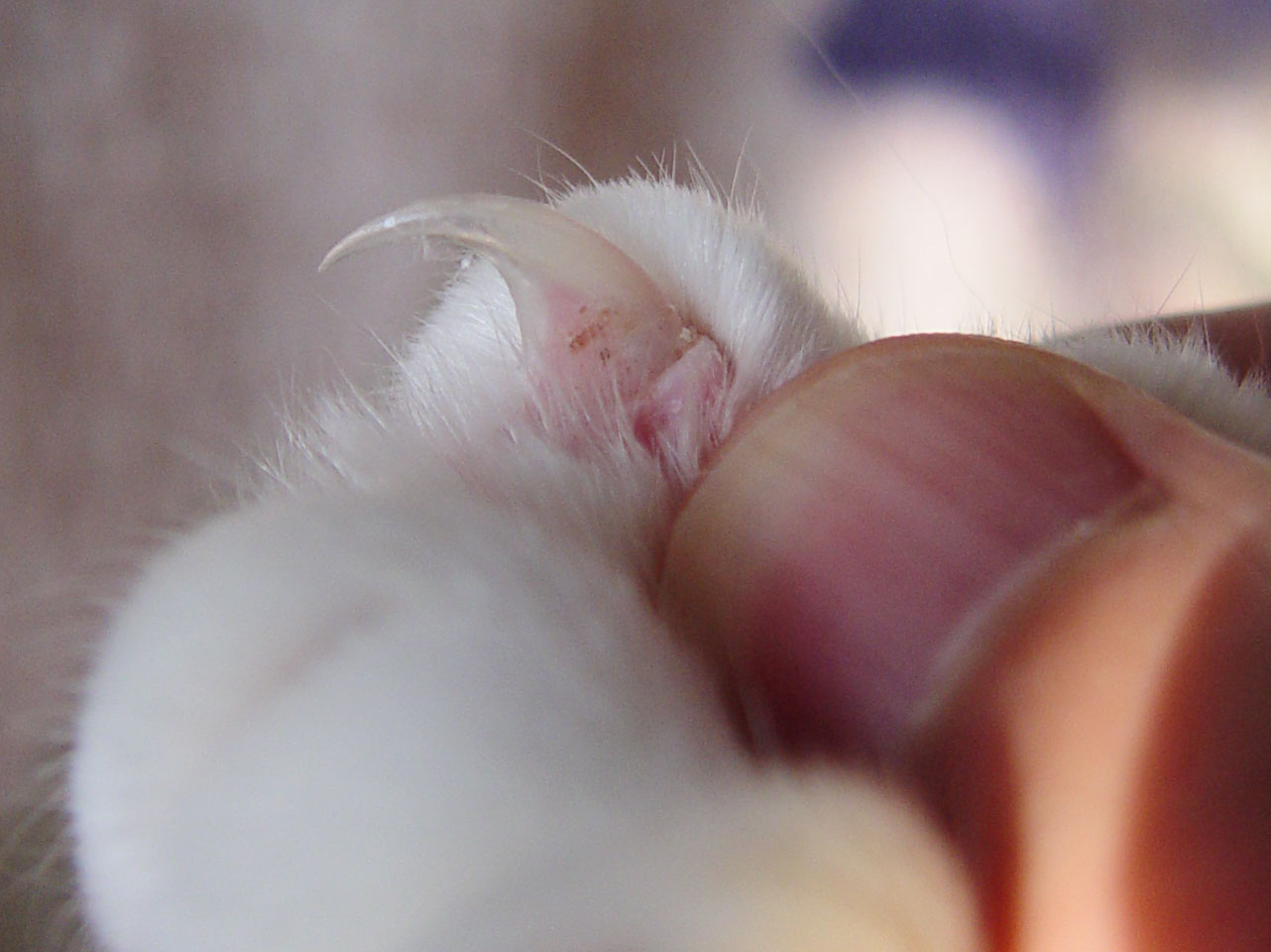
Közelkép egy macska karmáról

Magyarországon az állatok védelméről és kíméletéről szóló 1998. évi XXVIII. törvény tiltja az állatok küllemének megváltoztatása céljából végzendő műtéti beavatkozásokat (10. § (2) bekezdés), köztük a karmok csonkításnak minősülő eltávolítását is, amely azonban az Egyesült Államokban engedélyezett (a bérbeadók néhol elő is írják a lakók számára az operáció elvégeztetését). A karomeltávolítást többnyire fiatal példányokon végzik. A műtét során az állatot érzéstelenítik, majd eltávolítják valamennyi karmát, az általuk okozott esetleges sérülések megelőzése és a berendezési tárgyak megóvása érdekében.
Számos állatorvos kritikával illeti az eljárást, mivel a karmok hiánya komoly következményekkel jár a macskára nézve:
1. Megfosztja fő védelmi eszközeitől, amik nemcsak a harchoz, hanem a meneküléshez (például egy fára történő felmászáshoz) is szükségesek.
2. Megnehezítheti a mozgást, amely az izmok leépüléséhez vezet.
3. A kapaszkodás és keskeny felületeken (például korlát, kerítés) történő egyensúlyozás képességének leromlása sérülésekhez vezethet.
4. Az állatot kiszolgáltatottabbá, bizonytalanná és ingerlékennyé teheti, ennek következtében a szintén hegyes fogaival gyakrabban fog harapni.
5. Lehetetlenné teszi, hogy az esetleg elveszett állat a szabadban életben maradjon, vadászhasson.

Ezen okok miatt a szakértők nem javasolják a karomeltávolításon átesett macskák szabadba való kiengedését.
Hazánkhoz hasonlóan több nyugat-európai országban, például Finnországban, Németországban, Hollandiában és Svájcban is törvényileg tiltott a karomeltávolítás, az Európai Egyezmény az állatok védelméről második fejezete alapján, amely megtiltja a nem gyógyászati célból végzendő műtéteket. Nagy-Britanniában az állatvédők számára nehézséget jelent az országba bekerülő karomeltávolításon átesett macskák örökbeadása, így ezek többségét elaltatják. 2003-ban a kaliforniai West Hollywoodban az állatorvosok és az állatgondozók számára megtiltották a városban végzendő karomeltávolító műtéteket.
A karomeltávolítást 5-6 hónapos kor előtt általában nem javasolják, számos állatorvos azonban a lehető legkorábban (az állat méretétől függően már 2-3 hónapos korban) végzi el a műtétet, ugyanis a fiatalabb állatok ujjpercei ekkor még rugalmasabbak, inkább porcosak, mintsem csontosak, ami megkönnyíti az amputációt.
A karomtalanított macskának néhány napig pihenésre van szüksége, és (amennyiben lehetséges) meg kell óvni az ugrás közben fellépő terheléstől. Egy hétig vagy néhány napig kellemetlen lehet a számára, ha felemelik vagy játszani próbálnak vele (ez más jellegű műtétek esetében is megeshet). Ritkábban előfordulhat, hogy az operáció során az állat elpusztul, illetve hogy a fellépő komplikációk következtében fertőzést vagy maradandó fájdalommal járó sérülést szenved.
A karomtalanítás alternatívájaként alkalmazhatók a tompa, műanyagból készült karomvédők, ezeket mérgező anyagot nem tartalmazó ragasztóval kell rögzíteni és a karomburok elhullajtása esetén (nagyjából 4-6 hetenként) pótolni. Ezen eszközök szintén nehézséget okozhatnak az állat számára, mivel mesterségesen tompított karmait nem képes megfelelően használni.

### Betegségek
A macskákat a legtöbb degeneratív, szervi, öregségi és daganatos betegség ugyanúgy veszélyezteti, mint az embereket.
Sok betegségre kizárólag csak a megváltozott viselkedés és küllem utal, ezért szükség van az egészséges állat viselkedésének figyelésére. Ilyen tünet többek között az étvágytalanság, fogyás, hányás, hasmenés, nyálzás, visszahúzódás, kedvetlenség, izgatottság, feltűnő nyávogás, szőrhullás, vakaródzás, tüsszögés, köhögés, szemfolyás, orrfolyás, vizelési problémák, a harmadik szemhéj láthatóvá válása. Súlyos betegségtünet a kiszáradás is. Több féle oka lehet, jól észrevehető tünete a háton lévő bőr fellazulása, megemelve redőben marad.
A fertőző betegségek egy része fajspecifikus (pl. panleukopénia és leukózis), de a veszettség az embert is veszélyezteti. A macskáknál gyakori fertőző betegségek egy részére van védőoltás (pl. panleukopénia, leukózis, veszettség), másokra nincs (pl. macska-AIDS). Külön oltásprogram van lakásban élő és kijáró macskák számára, melyek elvégzése kijáró, vagy kertben élő macskáknál feltétlenül szükséges, lakásban élőknél ajánlott. Lakásban élőknél a veszettség és behozott leukózis esélye csak elméleti, de a panleukopénia esélye reális.
Az élősködők (bolha, kullancs, rühatka) által okozott betegségek (pl. Lyme-kór, szívférgesség és babéziózis megelőzhetők spot-on oldatok alkalmazásával, vagy bolhairtó nyakörv használatával. Míg a rühesség viszonylag könnyen, a Lyme-kór lassan és bizonytalanul gyógyítható, a kifejlődött szívférgesség kezelése gyakorlatilag reménytelen, ezért a hangsúly a megelőzésen van. A kutyákra kezelés nélkül halálos babéziózis macskákra veszélyes változata egyelőre Magyarországon nem terjedt el.
Kihangsúlyozandó, hogy a macskákat szigorúan tilos kutyák számára készített bolha- és kullancsellenes készítményekkel kezelni, vagy háztartási rovarirtókkal befújni. Alkalmazásuk esetén gyorsan életveszélyes görcsroham áll be, mely azonnali és több napos intenzív állatkórházi kezelés nélkül halálos lehet.
Néhány fontosabb macskabetegség:
- Covid-19 koronavírus

A vírus képes emberről macskákra átterjedni és megbetegedést okozni. A megbetegedés aktív, fertőző szakaszában lévő embertől a vele szoros kapcsolatban álló, pl. lakásban tartott macska megfertőződhet és megbetegedhet. A magas lázzal, köhögéssel és leromlással járó betegséget a fiatal, egészséges állatok viszonylag könnyen elviselik, de idős macskák számára többek között a hosszú ideig tartó lázas állapot miatt végzetes lehet.
Az emberi fertőződés átadása elkülönítéssel volna megakadályozható, de lakásban tartott macskáknál az állat ellátása miatt ez sok esetben megoldhatatlan, másrészt a vírus már a tünetek megjelenése előtt is fertőzhet. A kialakult betegségnél csak tüneti és támogató kezelés lehetséges. Elfogadott és általánosan használt védőoltás egyelőre nincs, de szakértők szerint ez egy szükséges lépés lenne a koronavírus elleni küzdelemben.
A koronavírust több állatfaj is el tudja kapni (eredetileg emlősökön és madarakon voltak találhatók a Covid vírusok). 2020-ban 17 millió nyércet pusztítottak el Dániában, és ezért dolgoznak most egy nyérceknek készülő védőoltáson. Egyelőre még nincs arra bizonyíték, hogy az ember kutyáktól vagy macskáktól elkaphatja a vírust, a Virulence című folyóiratban megjelent vezércikkében a szakértők mégis aggasztónak értékelik a visszafertőzés lehetőségét.
- A veszettség halálos megbetegedés, mely kifejlődött megbetegedésben szenvedő állat harapása útján terjed. Emberre is veszélyes. Hatásos védőoltás van ellene, de csak rendszeresen alkalmazva. Lakásban vagy városi környezetben élő macskáknál a fertőződés esélye szinte nulla, de teljesen nem zárható ki, pl. lakásba berepülő denevér harapása útján. Szabad környezetben élő, rókákkal érintkezhető macskáknál a védőoltás ugyan nem kötelező, de nagyon ajánlott.

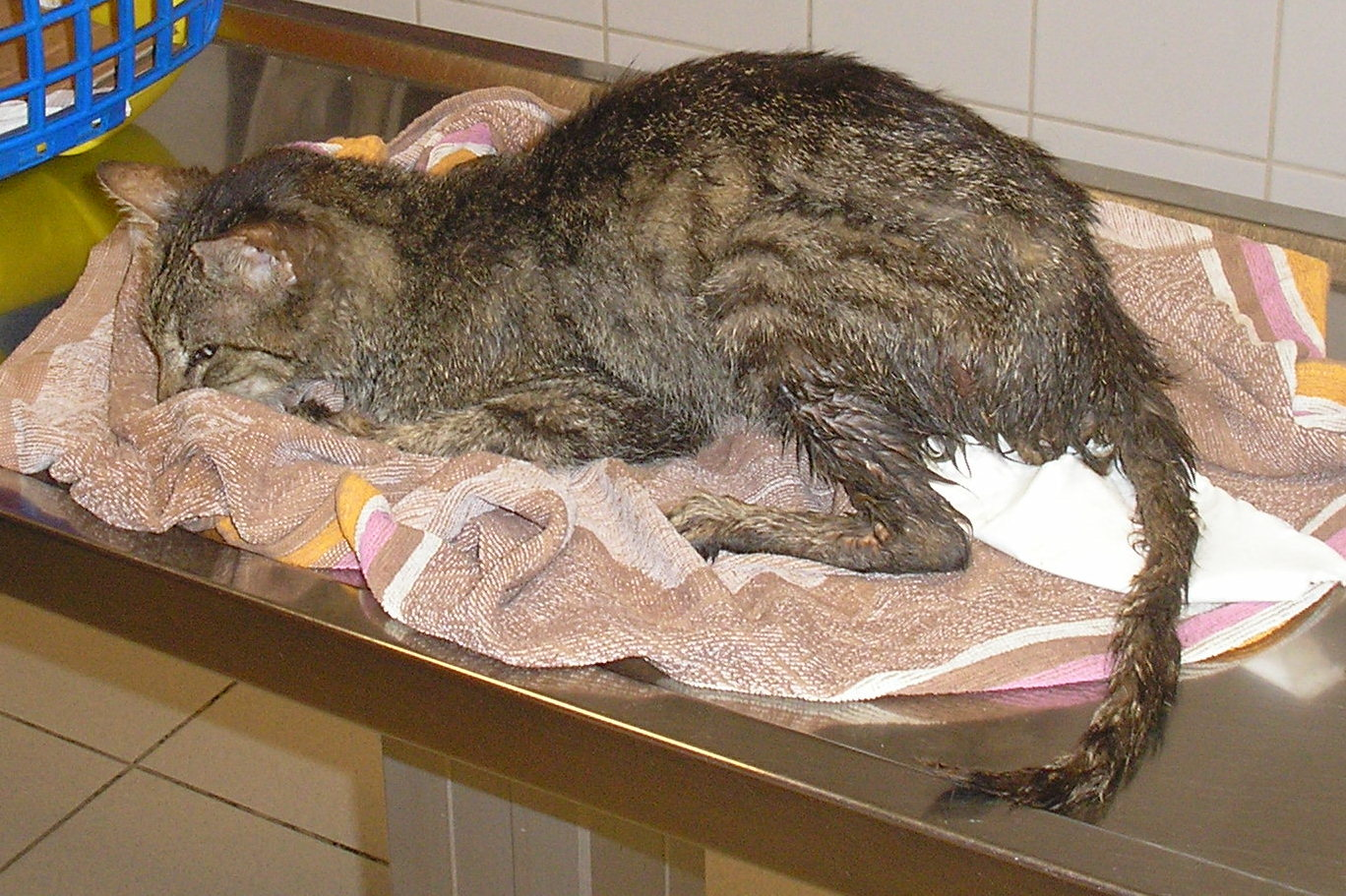
Panleukopéniás macska négy nappal a legelső tünet megjelenése után. Időbeni és szakszerű kezelés ellenére másnapra elpusztult az állatkórházban. A betegség védőoltással megelőzhető lett volna. Mivel a macska lakásban élt, nem volt beoltva. Az előrehaladott betegség tipikus tünete a mellső lábak közé hajtott fej

- Panleukopénia (macskaparvo, macskaszopornyica, fertőző bélgyulladás). Igen súlyos, nagyon fertőző, magas lázzal, véres-nyákos hasmenéssel és fehérvérsejtszám-csökkenéssel, teljes elesettséggel járó vírusos megbetegedés. Előrehaladott esetben jellemző tünete a mellső lábak közé hajtott, erőtlen fej. Lakásban tartott macska is megbetegedhet, akár a cipőtalpon bevitt vírustól. Ahol több macska van, szinte bizonyos, hogy a bekerült betegség mindet megfertőzi. A kölyökmacskák többsége, az idős, legyengült állatok jelentős része belepusztulhat. Igen gyorsan alakul ki, a kritikus időpont az ötödik nap. Amelyik macska az ötödik napot túléli, már esélyes a több hétig tartó gyógyulásra, de a nyákos hasmenés még akár hetekig is eltarthat. Védőoltás van ellene, de a kialakult betegséget csak tünetileg lehet kezelni lázcsillapítással, infúziós folyadékpótlással, meleg és száraz helyen tartással, szükség esetén melegítéssel és egyéb támogató kezeléssel. A vírus rendkívül ellenálló, akár több hónapon keresztül is fertőzőképes marad, a 70 fokos meleget is kibírja, de a klóros fertőtlenítő gyorsan elpusztítja.

- A macskanátha igen gyakori, erősen ragályos betegség. Emberre veszélytelen. Az emberi náthához hasonló tünetekkel jár. Orrfolyás, orrdugulás, szemgyulladás, torokgyulladás, tüsszögés, láz a leggyakoribb tünete. Több féle kórokozó állhat a hátterében. A baktériumos felülfertőződés, a szövődmények (pl. tüdőgyulladás) elkerülésére antibiotikumos kezelést szoktak alkalmazni. A gyulladt szemet, váladékozó orrot helyileg kell kezelni. Amennyiben a macska a vele járó torokfájás miatt nem tud enni, mindenképpen orvoshoz kell fordulni a kiszáradás és legyengülés elkerülésére.

- A macska leukémia, más néven leukózis (FeLV) nyállal, vérrel és nemi úton terjedő, gyakori vírusos betegség, melyre hosszú lappangási idő jellemző. Ha az anyaállat fertőzött, az utódok is hordozni fogják. A tünetek sokfélék lehetnek, például különböző vérzések, hányás, hasmenés, a nyirokcsomók megduzzadása, ritkább esetben daganatok. Csökken az immunrendszer erőssége, előrehaladott állapotban gyakran másodlagos betegségek jelennek meg. Gyógyíthatatlan, megfelelő védekezés ellene a megelőzés, rendszeres oltással.

- Az immunhiány-betegség, azaz a macska-AIDS (FIV) a leukózishoz hasonló, tüneteiben, a terjedés módjában azonos betegség, főleg párzással és a verekedő kandúrok harapásaival kerül egyik egyedből a másikba. Gyógyíthatatlan, a tünetek gyakran évek múltán, öregebb korban vagy más betegségek folyamán jelentkeznek. Védőoltás hiányában a hangsúly a megelőzésen van. Lakásban tartott macskáknál a behozott fertőzésre csak elméleti az esély. Kinti macskáknál az ivartalanítás (nincs párzás és verekedés) jelentősen csökkenti a fertőződés esélyét.[57]

- A fertőző hashártyagyulladást (feline infectious peritonitis, FIP) szintén vírus okozta, emberre veszélytelen. Egy kevésbé veszélyes vírus szervezeten belüli mutációja váltja ki. Két fajtája létezik, a nedves változatnál a kór előrehaladtával a hasüregben folyadék gyűlik fel. A száraz változatnál ez a tünet nem jelentkezik, helyette szem- és idegi betegségek figyelhetőek meg. Általános az étvágytalanság, hasmenés és a súlyvesztés. A FIP az esetek 95%-ában halálos.[58]

- Az Aujeszky-betegség a sertés húsának és belsőségének nyersen való adásakor, vagy a macskák és a kutyák az esetleg fertőzött sertések testnedveivel való találkozásakor alakulhat ki. A vírust a nyersen tartósított szalámik, füstöltkolbászok, szalonnák is tartalmazhatják. Tünetei a veszettséghez hasonlóak, innen kapta korábbi nevét, az álveszettséget. Könnyen terjed egyik macskáról a másikra, ezért a fertőzött példányt el kell különíteni a többiektől. Lappangási ideje nagyon rövid, csupán néhány nap. Gyógyíthatatlan, védőoltás nincs, minden esetben halálos, megelőzni csak a táplálékként adott sertéshús alapos megfőzésével és a macskák és a kutyák a sertésektől való távoltartásával lehet.

- A macskák húgycsőelzáródása (obstruktiv urolithopatia) egy fiatal kandúroknál gyakori, azonnali beavatkozást igénylő, kezelés nélkül halálos betegség. A hevennyé vált állapot minden különösebb hozzáértés nélkül is könnyen felismerhető a tünetek és a könnyen kitapintható, ringló szilványira nőtt húgyhólyag alapján. Ez az állapot azonnali orvosi vészhelyzet, mely időben kezelve tökéletesen gyógyítható, kezelés nélkül három napon belül teljes bizonyossággal halálos.

- Polycystosis, PCU. A macskák egyik legsúlyosabb genetikai betegsége a policisztás vese. Ha csak egyetlen szülő is hordozza, az utódok 50-75 százaléka továbbörökli. Mindkét szülő esetén az átöröklés és a későbbi megbetegedés 100 százalékos. A betegség gyógyíthatalan és halálos, kezeléssel azonban időt lehet nyerni. Mivel a betegség évekig lappang, majd többnyire a 7. életév után lángol fel, a rendellenesség többnyire már átadásra került. Egyetlen lehetőség a szülők szűrése, a rendellenességet hordozó állatok szaporodásból való kizárása lenne.

- Vesebetegségek. A macskák különösen hajlamosak a különféle vesebetegségekre. A tünetek hosszú ideig szinte észrevehetetlenek, majd általában gyorsuló fogyás, étvágytalanság, hányás jelentkezik. Eleinte a vízivás és vizelés mennyisége nő, majd későbbi stádiumban csökken, veseelégtelenség fejlődik ki. Macskáknál gyakori a vese daganatos elfajulása is. A betegség minél előbb kerül felismerésre, annál nagyobb eséllyel gyógyítható. Gyanúra ad okot a lassú leromlás, rossz szájszag, véres vagy gennyes vizelet, később az étel és ital teljes megtagadása, hányás, végső stádiumban vizeletkimaradás. Daganatosan elfajult, vagy erősen duzzadt vese könnyen kitapintható az alsó bordák magasságában, a gerinchez közel. Míg a normál vese rugalmasan puha és homogén, a beteg vese akár diónyira növekvő és kőkemény is lehet. A tapintható vesét nem szabad összetéveszteni a telt állapotban szintén diónyi, vagy akár nagyobb méretű hólyaggal, mely valamivel lejjebb tapintható. A kezeléshez pontos diagnózis szükséges.

- Kiszáradás. Ritkábban szomjazás, gyakrabban más betegségek kísérőjelensége. Jól észlelhető tünete a hát bőrének fellazulása. Összecsípve és megemelve nem simul vissza, hanem redőben marad. Azonnali folyadékpótlás szükséges, ennek hiányában néhány napon belül az állat elpusztulhat. Ha betegség kísérőtünete, ezért az állat magától nem iszik, vagy iszik ugyan, de a kiszáradás súlyos fokú, a lehető leghamarabb infúziós folyadékpótlásra van szükség. Mivel a súlyosan kiszáradt macska vénáját nehéz megtalálni, első menetben a hát bőre alá juttatható a speciális infúziós folyadék (sohasem tiszta víz). A kiszáradás javulása után el lehet kezdeni a vénakanülön keresztüli infúziós folyadékpótlást. Kiszáradás esetén a folyadékpótlás csak tüneti javulást hoz, egyértelmű esetek kivételével (pl. hőguta, folyadék nélküli bezártság miatti kiszáradás, hosszú szomjazás, stb.) alaposan ki kell vizsgálni az azt kiváltó okot.

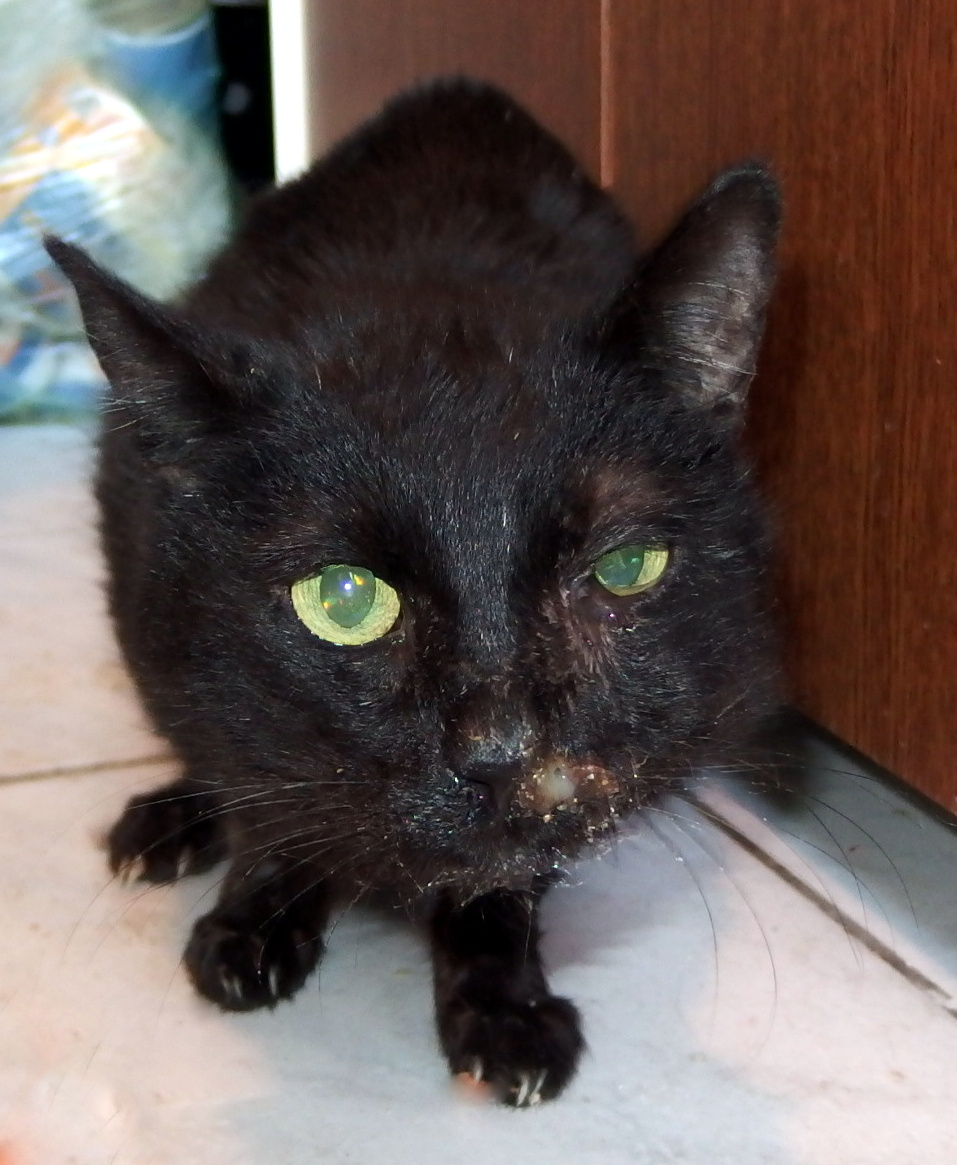
Szájüregi laphámrákos macska. A betegség szájüregi vérzéssel kezdődött, majd a szájüregből terjedve néhány hét alatt elérte a bal orrot, bal szemet. A műtét, kemoterápia és hipertermiás terápia csak átmeneti javulást eredményezett. Az időbeni kezelés elkezdését a félrediagnosztizálás (gyulladás, macskanátha) késleltette

- Szájüregi rákok. A száj belsejében bárhol (íny, nyelv, szájzug stb.) növekvő, kifekélyesedő, vérezgető duzzanat keletkezik, mely antibiotikus kezelésre nem, vagy csak minimális mértékben javul. Helyileg gyorsan terjed, távoli áttéteket lassabban ad. Sokszor csak előrehaladott állapotban veszik észre, mivel a macskák száját az ellenkezés miatt nehéz vizsgálni. A legelső észrevehető tünet gyakran csak a száj vérzése, vér az ivótálban, az arc elváltozása és a nehézkes táplálkozás. Ha az orr irányába növekszik, gennyes, véres orrfolyást, tüsszögést okozhat. A szem irányába növekedve az adott szem kidülledését, gyulladásos tüneteket, a szemhéj letapadását okozza. A torok irányába növekedve köhögést és nehezebb, hortyogó légzést tapasztalhatunk. A tüneteket az állattartók sokszor macskanáthának, vagy leukózisnak vélik. A végső diagnózis citológiai vizsgálattal történik, de áttéteket is keresni kell. Gyakori változata a laphámrák. Kezelése történhet sebészeti, gyógyszeres (kemoterápiás), sugárterápiás, hipertermiás, lágylézeres és immunterápiás módon, többnyire ezek lehetséges kombinációjával. A nyílt sebek felülfertőződésének megakadályozására antibiotikum, az általános állapot javítására infúziós folyadékpótlás és egyéb támogató kezelés ajánlott. Kezelés nélkül a túlélési idő csak néhány hét. Radikális műtét és optimális utókezelés mellett kezdeti stádiumban akár teljes tünetmentesség is elérhető. Előrehaladott esetben, kevésbé agresszív daganatnál néhány hónappal lehet a macska életét meghosszabbítani a különféle tumortömeg-csökkentő kezeléssel. Gyorsan növekvő, agresszív tumornál a kezelés csak csekély javulást eredményez. Az életminőség súlyos és napról-napra történő folyamatos romlása, az evés és lélegzetvétel nehézsége, a fájdalmak miatt ilyenkor az eutanáziát szokták javasolni. Komplex és sikerorientált kezelést csak néhány helyen végeznek. A betegség oka ismeretlen, szájüregi gyulladás rosszindulatú elfajulása, olykor hosszú ideje beékelődött idegentest irritációja is okozhatja. Lehetséges megelőzése a macska szájának időnkénti átvizsgálása, az esetleges gyulladások, rossz fogak kezeltetése. A gyanús képleteket alaposan meg kell vizsgáltatni, citológiai eltérés esetén a kezelést azonnal meg kell kezdeni, lehetőleg erre felkészült szakrendeléseken. Minden nap késés csökkenti a túlélés esélyét, illetve időtartamát.

- Epilepszia

A macskák epilepsziája ritkábban ugyan, mint a kutyáknál, de előfordul. A rosszabbodás elkerülésére minden esetben kivizsgálandó és kezelendő.
A rohamokat ugyanúgy egyfajta agyi „elektromos vihar” váltja ki, mint az embernél. Belgyógyászati megbetegedés, korábbi fejsérülés, mérgezés, akár agydaganat is okozhatja, de a betegség oka többnyire ismeretlen. Többféle rohamtípust lehet megkülönböztetni.
A generalizált nagyroham során az állat többnyire az oldalára dől, lábaival kapálódzó mozdulatokat végez, fejét hátrafeszíti, nyálzik,  esetenként bevizel, eszméletét veszti. A roham után az állat egy ideig zavart, esetenként néhány perces látáskimaradás is előfordul. A roham időtartama húsz-harminc másodperctől akár tíz percig is eltarthat. Az öt percnél hosszabb generalizált roham közvetlen életveszélyt jelenthet.
Más rohamtípusoknál néhány másodperces kihagyás, bambulás, nemlétező legyek kergetése, a lakásban való fel-le bóklászás, oktalan nyarvogás,  vagy váratlan pánikszerű rohangászás jelentkezhet.
Egy csak macskáknál jelentkező rohamtípus az Audiogén reflexrohamok macskákban (FARS-betegség), mely főként 15 évesnél idősebb állatoknál jelentkezik. Ennek során a rohamot különféle hirtelen és éles hanghatások váltják ki, úgymint alufólia és nejlonzacskó zörgetése, kulcscsörgés, pénzérme csörgése, golyóstoll, egér és billentyű kattintgatása, pohár leejtése, víz csorgása, elektronikus zene, cintányér, dob hangja és hasonlók. Enyhébb esetben csak hirtelen megrángások jelentkeznek, súlyosabb esetben nagyroham is bekövetkezhet. 
A betegség kivizsgálása a tünetek és az azokat kiváltó körülmények pontos és részletes kikérdezésével kezdődik. Az állatorvos számára nagy segítséget jelent a roham levideózása. Ezt követi az általános kivizsgálás, hallgatózás, labor, majd a részletes neurológiai vizsgálat. Ennek során az érzések, reflexek, egyensúly, érzékszervek, ébrenlét, figyelem működését is felmérik. Szükség esetén agyi képalkotó vizsgálat is szóba jön.
Ha a betegség kiváltó oka tisztázódott, annak kiküszöbölésével a rohamok is megszűnnek. Nem ismert okú esetekben többféle gyógyszer is szóbajöhet, melyek szerencsés esetben megszüntetik, vagy legalábbis ritkábbá és enyhébbé teszik a rohamokat. Súlyos és öt percnél hosszabb roham esetén azonnal, többnyire végbélkúpban beadandó gyógyszer szükséges, melyet a beteg állat gazdájának mindig készenlétben kell tartania. A gyógyszerek adagolása nagyfokú fegyelmet igényel, a kihagyott gyógyszeradag akár újabb rohamot indikálhat. A betegség rendszeres orvosi ellenőrzést igényel.
Epilepsziás macska esetében gondoskodni kell, hogy a rohamot kapott állat ne szenvedhesen sérülést, ne eshessen le, stb.
- Mérgezések

A macskák a kutyáknál kevésbé falánk, jóval válogatósabb állatok, így a véletlen, vagy rosszindulatú mérgezés veszélye kisebb, de nem zárható ki teljesen. A macskát a kutyával ellentétben viszont szinte lehetetlen rávenni, hogy kizárólag a gazdától fogadjon el ételt, megelőzendő a mérgezést. A mérgezéseknek a legkülönfélébb tünetei lehetnek, az általános vélekedéssel szemben a hányás nem feltétlenül tartozik közéjük. Jellegzetes mérgezési tünet többek között a bizonytalanság, támolygás, nyálzás, görcsrohamok. Az állatot úgy kell tartani, hogy vegyszerekhez, permetező- és növényvédőszerekhez, gyógyszerekhez ne férhessen hozzá.
Előfordulhat, hogy a macska patkánymérgezett egeret, vagy esetleg madarat fog, ebben az esetben egyre súlyosabb vérzések jelennek meg, csak az azonnali orvosi kezelés segíthet. A csigaméreg idegrendszeri tüneteket vált ki, szintén azonnali orvosi segítség szükséges.
Sok olyan hétköznapi gyógyszer van, mely a macskák számára nem adható, ezek közé tartozik az aszpirin és a paracetamol is.
Több háztartási szer, köztük a tisztításra és fertőtlenítésre használt fenolalapú termékek, mint például a Pine-Sol, a Lysol vagy a hexaklorofen is nagyobb veszélyt tartogatnak a macskák, mint a kutyák vagy az emberek számára, a mérgezés akár végzetes kimenetelű is lehet.
A macskát szigorúan tilos kutyák számára készült bolha- és kullancsellenes szerekkel kezelni, vagy háztartási rovarirtókkal befújni. A gyorsan kialakuló életveszélyes görcsroham csak több napos intenzív kezeléssel gyógyítható.

### Társas viselkedés

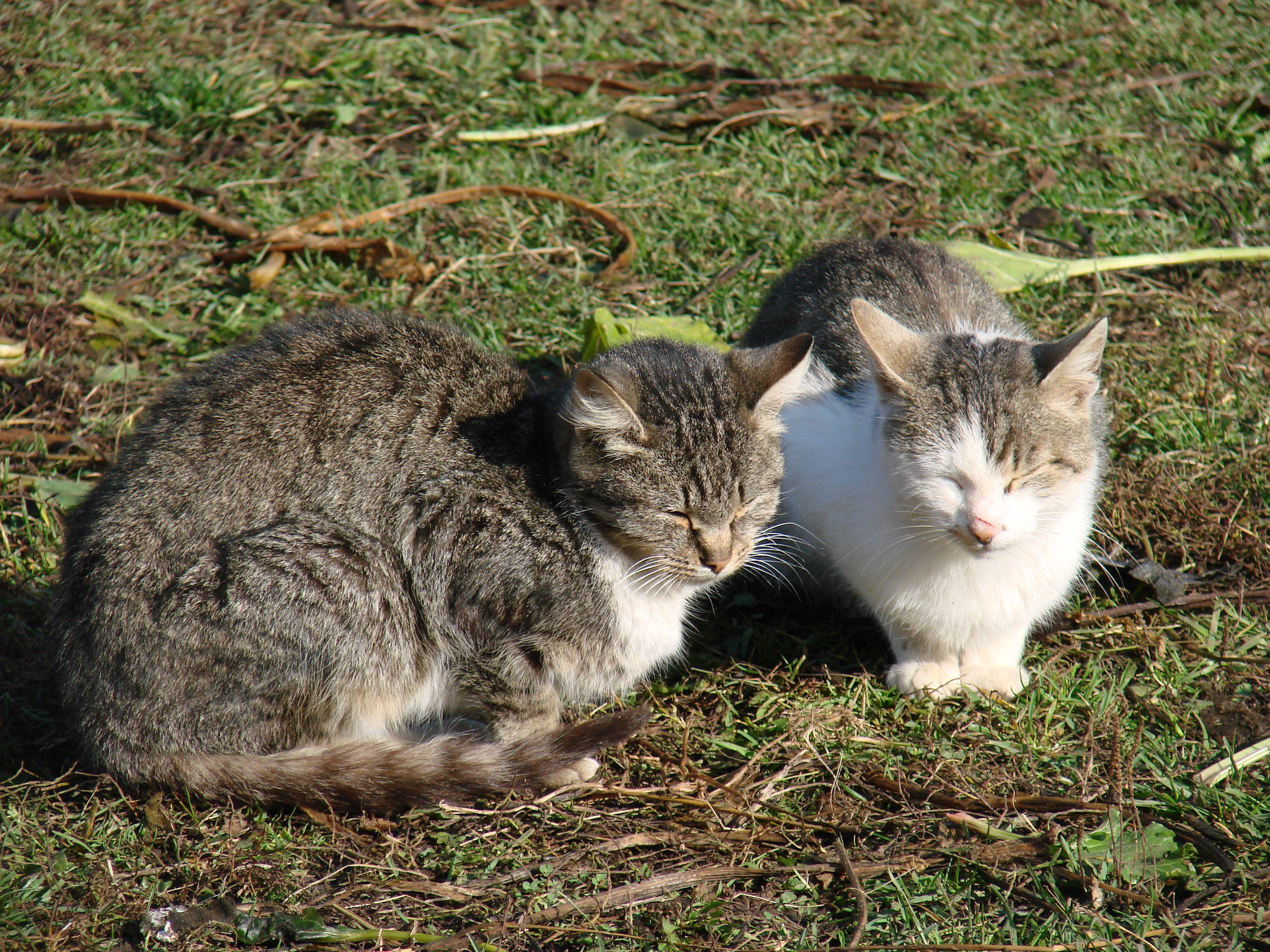
Szundikáló macskák

A macskákat az emberek többsége magányos állatokként ismeri, de valójában nagyon is társaságkedvelők. A legnagyobb különbség a macskák és kutyák (melyekkel gyakran hasonlítják össze őket) társas viselkedése között az, hogy a macskáknak nincs kollektív túlélési stratégiájuk vagy „falka mentalitásuk”; ami mindössze annyit jelent, hogy maguk gondoskodnak alapvető szükségleteikről (például egyedül keresnek élelmet és védekeznek támadás esetén). Ez azonban nem aszociális magatartás. Eklatáns példa a macskák természetes viselkedésére az elvadult példányok kolóniákba szerveződése, amelyekben az egyes tagok magukról, önállóan gondoskodnak.
Az emberekkel való szimbiotikus kapcsolatuk évezredek során alakult ki. Gazdájukhoz való kötődésük nehezen vethető össze a vadmacskák magatartásával, de annyi bizonyos, hogy tudatában vannak annak, hogy az ember nem az ő fajukhoz tartozik (és nyilván önmagukat sem tekintik embernek). Ez a különbségtétel a gazdájukkal való kommunikáció során használt hangjelekben és testbeszédben is megnyilvánul. Egyes vélemények szerint pszichológiai szemszögből a macska az embert pótanyának tekinti, így a felnőtt egyedek egyfajta állandósult gyermekkorban élik le az életüket. A macskák emberrel való kapcsolatának az állat 3-7 hetes kora között kell kialakulnia. Némelyik példány később is hozzászoktatható az emberhez, de a többségük félénk marad. Ehhez hasonlóan a macskák összeszoktathatók a kutyákkal és más háziállatokkal is, de a kisebb méretűeket általában zsákmánynak tekintik.

### Kommunikáció
A macska által kiadott egyedi hang („miaú”) különböző változatai eltérő jelentést hordoznak. Az állat más hangokat használ fájdalom jelzésére, (etetés vagy játék céljából történő) figyelemfelhívásra és üdvözlésre. A fenyegetésnek, párkeresésnek, a kölykök hívásának külön fajta nyávogása van. Főként a tavasz eleji párzási időben olykor több órás, nehezen elviselhető macskaszerenád hallható. Az egyes példányok hangja igen eltérő lehet, egyes macskák gyakran, mások pedig ritkábban nyávognak. Több macskát tartó gazdák egyértelműen meg tudják különböztetni macskáikat kizárólag a hangjuk alapján is.
Érzelmeiket a testbeszéddel is kifejezhetik (például a farok csóválása utalhat izgatottságra vagy idegességre), egyes jelzéseik azonban félreérthetőek (a harapás történhet játékból, de ingerültségből fakadóan is). Elégedettségüket dorombolással hozzák környezetük tudomására. Meg kell jegyezni a dorombolás betegség, sokkos állapot és a fájdalom jele is lehet.

### Intelligencia
A macska próbálkozások és hibák, felfedezések és utánzás segítségével képes tanulni. Számos képességgel születik, mint például a vadászat vagy a toalett használata, amelyek azonban gyakorlást igényelnek. Az anyaállat a kölykeit három hetes koruktól a zsákmányállatok segítségével tanítja vadászni. Kezdetben élettelenül, majd később élő állapotban visz eléjük, hogy az utódok láthassák hogyan kell megölni, illetve megenni őket. Egyedülálló tájékozódási képességük, amely a madarak égitestek és mágneses terek alapján történő tájékozódásához hasonlóan működik, lehetővé teszi hogy akár több száz kilométeres távolságból is hazataláljanak. Emellett (jelenleg még nem tisztázott módon) az általuk ismeretlen helyre távozó gazdájukat is tudják követni.

### Játékok és velük kapcsolatos óvintézkedések
A házi macskák, különösen a fiatal egyedek, rajonganak a kötéllel való játékért. A legtöbb macska képtelen ellenállni a meglóbált vagy földön húzott kötélnek. Számos képi ábrázolás létezik, amely a macskát egy fonalgombolyaggal jeleníti meg (lásd: giccs). Ez a tulajdonság feltehetően a vadászösztönnel áll összefüggésben, amely arra készteti a kölyköt, hogy más macskák (rendszerint az anyaállat) farkán gyakorolja a vadászatot. A lenyelt kötél, cérna azonban az állat gyomrába vagy beleibe juthat, nyelvére tekerődhet, amely megbetegedéshez, súlyosabb esetben az egyed pusztulásához vezethet. Vannak, akik ennek elkerülésére a kötelet lézermutatóval helyettesítik. A macska azonban a lézerfény rendszeres kergetésétől előbb-utóbb frusztrált lesz [ti. nincs lehetősége elkapni a zsákmányt], ráadásul a macska szemébe villantva komoly károsodást okozhat az eszköz.
Sok macska számára kiváló játék a hengeres WC papír, amelyet percek alatt "levadásznak", széthengergetnek, apró darabokra tépnek. Veszélye a papír esetleges lenyelése. A régi, felhúzhatós játékok (például: bólogató kiscsirke) szintén vonzóak a legtöbb macska számára. Nejlonzacskókat, élelmiszeres, csipszes-zacskókat és hasonlókat sem szabad elérhetően tartani, mert a macska játékból belebújása a fulladásveszély kockázatával járhat. Ugyanez vonatkozik a macskakonzerves és hasonló dobozokra, befőttes üvegekre. A macska a fejét beledugja, kihúzni ugyanakkor már nem okvetlenül tudja. Ha nem veszik észre időben, belefulladhat.
Nagyon fontos, hogy apró plüssállatokat sem tartsunk elérhető közelben, mert azt vadászzsákmánynak tekintve akár meg is ehetik, amelynek bélelzáródás lehet a következménye. Biztonságos és szórakoztató macskajátékokat célszerű állatszaküzletből beszerezni.

### Agresszivitás és sérülések okozása
Kis méretüknek köszönhetően a házi macskák általában nem jelentenek komoly veszélyt az emberre nézve. Egészséges macska a legritkábban támad szándékosan emberre, különösen a gazdájára, viszont félelmében, védekezésképpen előfordulhat, hogy odakarmol, vagy harap. Nekivadultabb játék esetén is előfordulhat nem szándékos karmolás, harapás. Szándékos támadás, arcra ugrás csak nagyon ritkán fordul elő, oka lehet a rossz tartás, az állat verése, vagy annak betegsége, akár veszettsége. Kandúroknál a hasi tájék, különösen a herék megérintése általában automatikus védelmi reakciót vált ki. Verekedő kandúrokat csak a legkörültekintőbben szabad szétszedni, mert ilyenkor komolyabb sérüléseket is be lehet szerezni.
Karmolás, harapás során főképp a végtagok sérülhetnek meg. A komoly karmolás a szokottnál hosszasabban vérzik, nehezen gyógyul. Harapásnál főként a hegyes és hosszú szemfogak miatt akár mélyebb sérülések is történhetnek. Ilyenkor előfordulhat fertőződés, a seb elgennyesedése, vagy különösen ujjak esetén az átmeneti érzészavart okozó idegsérülés. Előfordulhat általános reakció, a több napig tartó lázzal, nyirokcsomó-megnagyobbodással járó úgynevezett macskakarmolási betegség és a tetanusz. Rendszeresen kijáró, különösen idegen macska által okozott harapás esetén gondolni kell a veszettségre is.
Az orvosi kezelés részét sérülés esetén a seb kitisztítása, szükség esetén antibiotikum és tetanusz injekció adása képezi. Veszettségre gyanús állat harapása esetén azt hatóságilag megfigyelik, szükség esetén a védőoltás-sorozatot azonnal megkezdik. Idegen és ezért nem megfigyelhető macska esetén az oltássorozatot mindenképpen megkezdik.

#### Verekedések
Még egymást jól ismerő, közös gazdájú kandúroknál is gyakran alakulhat ki komolyabb verekedés. Ilyenkor egymással szembeállnak, fejük szinte összeér. A füleiket a táplálkozáshoz és zsákmányejtéshez hasonlóan ilyenkor is hátrafelé fordítják. Egyre hangosabb jajongó nyávogással fenyegetik egymást, majd egy pillanat alatt egymásnak esnek. Verekedés közben összekapaszkodva hemperegnek, karmolják és harapják egymást, teljesen kivetkőznek önmagukból. Nem javasolt ilyenkor közbeavatkozni, a szétválasztásuk során komoly karmolásos sérüléseket okozhatnak az embernek. Meg lehet esetleg próbálni a farkuknál fogva széthúzni őket, végszükség esetén a vízzel lefröcskölés is használhat, de általában egy-két perc után maguktól is abbahagyják. A verekedést követően a kandúrok még percekig teljesen felajzott állapotban maradnak. Pupillájuk tág, lihegnek, pulzusuk igen magas, majd lassan megnyugszanak. Előfordulhat, hogy durva verekedés után fél órával a felek már együtt esznek, vagy alszanak. Nőstény macskák között ritka a fizikai konfrontáció.
A kandúrok 2-4 éves koruk körül kezdik kivívni maguknak a helyüket a közösségükben. Ilyenkor már aktívan jelölnek átható szagú vizeletükkel. A felségterületüket akár komoly verekedés árán is megvédik a rivális macskáktól. Komoly sérülést is okozhatnak egymásnak, előfordulhat a szem sérülése is, valamint a harapott seb eltályogosodása. Idegen macskák verekedése során leukózis fertőződés vagy akár veszettség is bekövetkezhet. Kisebb bőrsérülést fele töménységűre hígított Betadine oldattal lehet kezelni. Szemsérülés, a seb elfertőződése, tályog esetén állatorvoshoz kell fordulni.

### Magasság és zuhanás

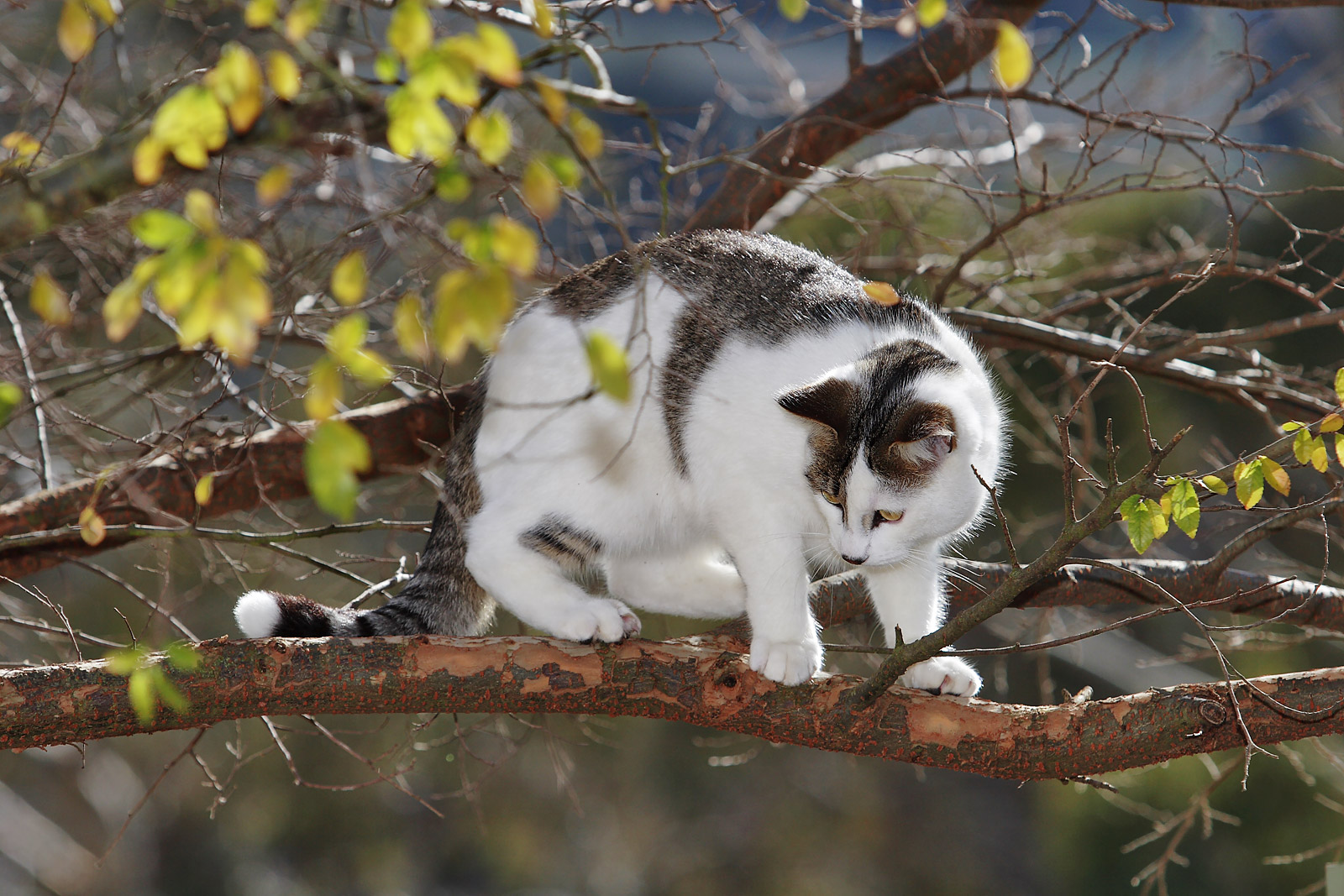
Macska a fán

A legtöbb macskaféle szívesen tartózkodik magasan levő helyeken. Az állatok viselkedésével foglalkozó etológus kutatók számos példával szolgálhatnak erre vonatkozóan. Kézenfekvő magyarázat, hogy a magasság ideális megfigyelőpont az állat számára, ahonnan áttekintheti a „területét”, szemmel tarthatja az emberek és az esetleges egyéb háziállatok tevékenységét. A vadon élő macskafélék számára a magasban levő leshelyek segítséget nyújtanak a vadászathoz; alkalmanként a házi macskák is a magasból, például egy faágról vagy egy kerítésről vetik rá magukat a zsákmányukra, ahogyan a leopárd. Emellett a macskák számára a magasság tekintélyt és biztonságérzetet is nyújt. Előfordulhat azonban, hogy a túl magasra felmászott macska képtelen lejönni egy fáról. Akár napokig fent ül, amíg végül tűzoltólétrával kell felmenni érte.
A magas helyekhez való vonzódás azonban veszélyes is lehet, ugyanis élesben teszteli azt a közismert axiómát, amely szerint „a macska mindig a talpára esik”. Az American Society for the Prevention of Cruelty to Animals (Amerikai Társaság az Állatok Elleni Kegyetlenség Megelőzéséért) nevű szervezet arra figyelmezteti a macskatulajdonosokat, hogy védjék kedvencüket a túlságosan magas helyektől, ugyanis az elbizakodott vagy figyelmetlen állatok megsérülhetnek, vagy akár el is pusztulhatnak egy nagyobb zuhanás során. (A kockázat fokozottabb a magas helyeken, háztetökön vagy fák ágain verekedő kandúrok esetében.)
Esés közben a macska, kiváló egyensúlyérzékét és rugalmasságát kihasználva képes testét megcsavarva talppal a föld felé fordulni. Zuhanás közben a macska fülének egyensúlyszerve folyamatosan küldi az ingereket az agynak, fejének földhöz viszonyított helyzetéről. A központi idegrendszer válaszparancsai villámgyorsan utasítják az izmokat a fej és a nyak, majd a test zuhanás irányába való fordítására, így a macska kellő magasságból képes a talpára esni. Ez az „önigazító reflex” avagy „korrekciós reflex” néven is ismert képesség. A legtöbb beszámoló szerint a néhány méteres zuhanások kevésbé károsak a számukra (habár néha komoly sérülésekkel járnak), de ismertek olyan esetek is (5-10), amelyekben az állat nagy magasságból (például egy épület hetedik emeletéről) ért földet sértetlenül. A világrekordot Ken Myer floridai kormányzó Andy nevű macskája állította be, egy 16. emeletről történt 61 méteres zuhanást túlélve.
Mindezek azonban nem jelentik azt, hogy akár egy-két emeletes zuhanás is ne lehetne végzetes a macskára. Igen veszélyes az erkélyen, vagy ablakpárkányon való elszunyókálás közbeni leesés, mert mire az állat egyensúlyba hozhatná magát, már földet ért. Ilyen esetben a rossz esés miatt komoly, vagy végzetes sérülés is bekövetkezhet. Előfordulhat, hogy a macska közvetlenül a zuhanást túléli, de olyan belső sérüléseket szenved (például: hólyagrepedés), hogy kezelés, vagy műtét nélkül pár nap alatt elpusztul, ezért nagyobb zuhanás után állatorvoshoz kell fordulni.
A közhiedelemmel ellentétben a farok nélküli macskák is rendelkeznek a talpraesés képességével, ugyanis főként a mellső és hátsó lábuk, valamint a gerincük segítségével fordulnak a megfelelő helyzetbe, a farok kevésbé fontos a mozdulatsor végrehajtásánál.

### Életkor
| A macska életkorának emberi életkorhoz való megfeleltetése | A macska életkorának emberi életkorhoz való megfeleltetése | A macska életkorának emberi életkorhoz való megfeleltetése | A macska életkorának emberi életkorhoz való megfeleltetése | A macska életkorának emberi életkorhoz való megfeleltetése | A macska életkorának emberi életkorhoz való megfeleltetése | A macska életkorának emberi életkorhoz való megfeleltetése | A macska életkorának emberi életkorhoz való megfeleltetése |
| ---------------------------------------------------------- | ---------------------------------------------------------- | ---------------------------------------------------------- | ---------------------------------------------------------- | ---------------------------------------------------------- | ---------------------------------------------------------- | ---------------------------------------------------------- | ---------------------------------------------------------- |
| Macska                                                     | Ember                                                      | Macska                                                     | Ember                                                      | Macska                                                     | Ember                                                      | Macska                                                     | Ember                                                      |
| 1 hónap                                                    | 5-6 hónap                                                  | 1 év                                                       | 15-16 év                                                   | 8 év                                                       | 48 év                                                      | 15 év                                                      | 76 év                                                      |
| 2 hónap                                                    | 9-10 hónap                                                 | 2 év                                                       | 24 év                                                      | 9 év                                                       | 52 év                                                      | 16 év                                                      | 80 év                                                      |
| 3 hónap                                                    | 2-3 év                                                     | 3 év                                                       | 28 év                                                      | 10 év                                                      | 56 év                                                      | 17 év                                                      | 84 év                                                      |
| 4 hónap                                                    | 5-6 év                                                     | 4 év                                                       | 32 év                                                      | 11 év                                                      | 60 év                                                      | 18 év                                                      | 88 év                                                      |
| 5 hónap                                                    | 8-9 év                                                     | 5 év                                                       | 36 év                                                      | 12 év                                                      | 64 év                                                      | 19 év                                                      | 92 év                                                      |
| 6 hónap                                                    | 10-12 év                                                   | 6 év                                                       | 40 év                                                      | 13 év                                                      | 68 év                                                      | 20 év                                                      | 96 év                                                      |
| 8 hónap                                                    | 13 év                                                      | 7 év                                                       | 44 év                                                      | 14 év                                                      | 72 év                                                      | 21 év                                                      | 100 év                                                     |

A szobában tartott macskák általában 14-20 évig élnek, noha a Guinness Rekordok Könyve szerint a legöregebb ismert macska 34 éves volt. A hazai macskák közül a regisztrált legidősebb 21 esztendőt ért meg. Egyes nem hivatalos beszámolók 37 és 43 éves kort megért példányokról is említést tesznek. A házi macskák tovább élnek, ha nem engedik őket ki a szabadba (így csökken az esélye a harcokból, balesetekből származó sérüléseknek és a betegségeknek) és ha ivartalanítva vagy kasztrálva vannak. Ezáltal a kasztrált hím macskáknak nem lesz hererákjuk, az ivartalanított nőstényeknek pedig petefészekrákjuk, és mindkettőjüknél csökken a tejmirigy daganat kialakulásának esélye. További fontos lehetőség az élettartam meghosszabbítására a macska életkorának és életmódjának megfelelő táplálék etetése. A vemhes és szoptató nőstényeknek, valamint a kölyköknek általában egyéves korig kölyöktápra, a felnőtteknek 6-7 éves korig felnőtt tápra, ezután pedig idős macskának gyártott tápra van szükségük. Ezzel ellentétben a modern városi környezetben élő elvadult macskák gyakran csak kettő vagy kevesebb évig élnek. A gondozott csoportokban élő vadmacskák élettartama hosszabb: a British Cat Action Trust már 19 éves vad hímet is jelentett. A legöregebb vadmacska „Mark” volt, akit a brit Cats Protection jótékonysági szervezet látott el, 26 évet ért meg.
A macskák és az emberek életkorának összehasonlításához általában egy évet 7 macskaévnek feleltetnek meg. Mivel azonban a macskák 2 éves koruk után lassabban fejlődnek az embernél, a skálát módosították, egy emberi évet 4 macskaévnek számítva. Egy 7 éves példány középkorúnak számít, egy 10 év feletti pedig már idősnek. Az első hónapok összehasonlítását a különböző forrásból származó táblázatok rendszerint másként végzik el, így erre az időszakra vonatkozóan hozzávetőleges értékekkel érdemes számolni.

## Szaporodás

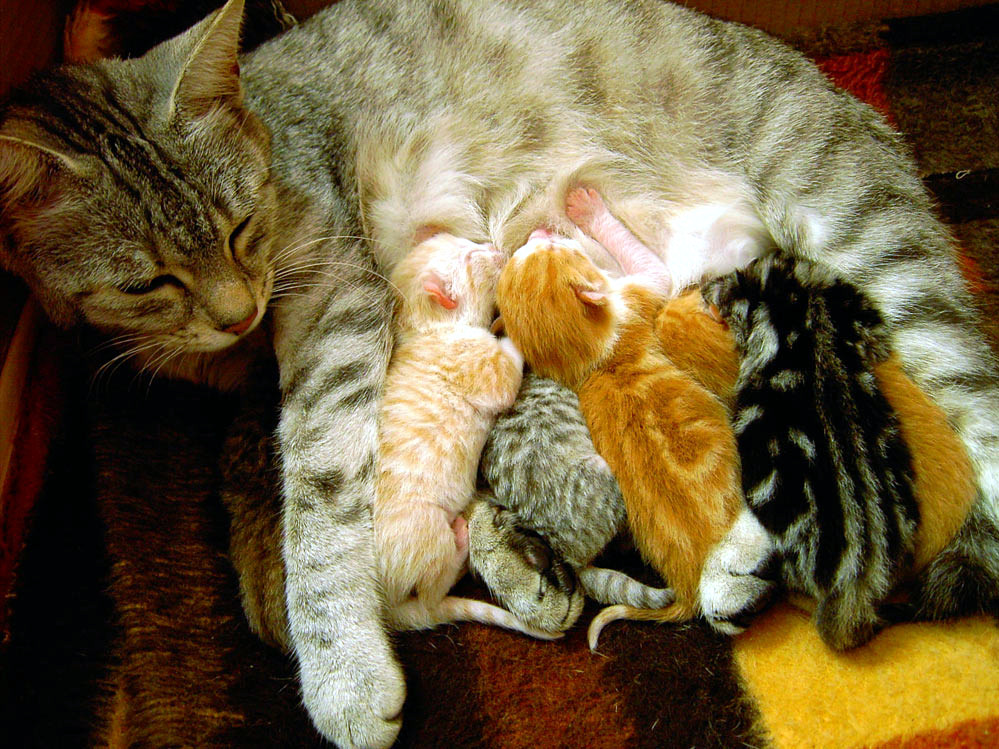
Öt macskakölyök az anyaállat gondozásában

A macskáknak évente két szaporodási időszaka van (bagzás), egy tavasszal és egy ősszel, amely minimálisan 4-7 napig tart, amennyiben a nőstény vemhes lesz.
A hímek péniszén hátrafelé mutató tüskék találhatók, ezek a pénisz kihúzásakor hozzáérnek a nőstény vaginájának falához. A nőstényt ez az ovuláció megkezdésére serkenti, de mivel erre nem minden esetben kerül sor, a nőstények ritkán esnek teherbe az első párzás során. A tüzelő nőstények több hímmel is párosodnak, így előfordulhat hogy az egy alomba tartozó kölykeik több apától származnak.
A szaporodási folyamat erős zajjal járhat, mivel mindkét állat hallatja a hangját. A zaj leginkább a harcoló macskák által kiadott hangokra emlékeztet.
A vemhességi időszak 63-65 napig tart. Az alom átlagosan 3-5 kölyökből áll. A legelső alom általában a későbbieknél kisebb létszámú. A kölykök elválasztása 6-7 hetes korban történik meg, ivaréretté pedig (nőstények esetében) 4-10, illetve (hímek esetében) 5-7 hónap után válnak. Egy átlagos nőstény a nemileg aktív életszakaszában összesen akár 100 utódot is világra hozhat. A rekordot 1952-ben egy Dusty nevű texasi cirmos nőstény érte el, még a 18. életéve előtt, 420 utóddal. Az eddig ismert legnagyobb alom 15 kölyökből állt. A kölykök átlagos tömege 85 gramm.
A 20. századra az egyik leggyakoribb háziállattá vált, emellett orvosi, genetikai és fiziológiai kutatások alanyaként kezdték felhasználni. Magatartásuk az 1960-as években lett vizsgálat tárgya. A kedvtelésből tartott egyedek száma az 1990-es években a történelem során először haladta meg a kutyákét, a 21. század elejére pedig a házi macskák létszáma világszerte meghaladta az 500 milliót. A magyarországi kóbor és kóborló macskák állományának nagyságával kapcsolatban a 2 milliós becslés is reális lehet.

## Szülés

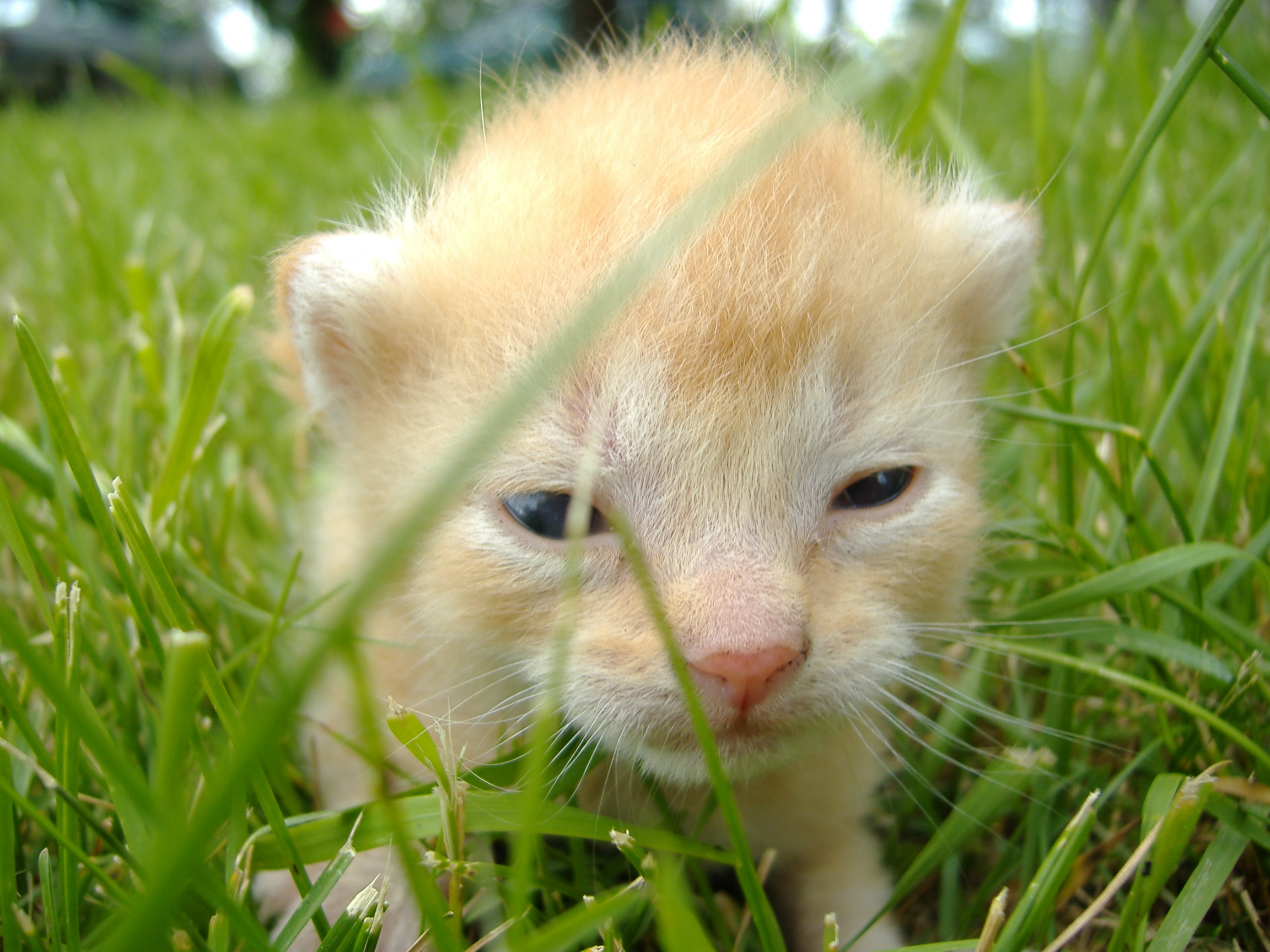
Szemét először kinyitó macskakölyök

A macskánál a vemhesség fizikai és személyiségi változásokat okoz. A fizikai változások közé tartozik a hasüreg megnagyobbodása, a hányás, a megnövekedett étvágy, a mellbimbók rózsaszínűvé válása és a tüzelési időszak elmaradása. A vemhesség végső stádiumában az állat fészkelőhelyet keres, gazdájához pedig egyre jobban ragaszkodik. Előfordul, hogy az egymással jó viszonyban álló nőstények segítik is egymást a szülés során.
A szülés általában könnyen megy, de néha előfordulhatnak komoly problémák. Ilyen lehet a szülési képtelenség, mely vérzéssel, komoly fájdalommal, gyorsan romló állapottal, majd halállal végződik. Azonnali orvosi kezelés, gyakran műtét szükséges. Előfordulhat, hogy az anyamacskában elhalt magzat van, mely általános szepszist és halált okoz, ilyen esetben azonnali műtét és intenzív kezelés szükséges.
Problémára kell gondolni, ha a szülés nem indul meg, ha az összes kölyök nem születik meg időben, ha az anyamacska láthatóan szenved, állapota romlik. Ha csak egy kölyök születik, bizonyosan probléma van. Ilyenkor azonnali orvosi segítség szükséges az anya életének a megmentéséért.
A vajúdás megkezdésekor az anya magzatvize folyni kezd, először sűrű, mustárszínű furcsa állagú, később válik szappanosvíz-állagúvá. Az anya keresni kezdi az elléshez megfelelő helyet. Ha az anya házhoz van szokva, pl. : lakásban élő, emberhez szokott, szelíd a cica, akkor szó nélkül beköltözik az ember által előkészített ládába, kosárba, dobozba, lavórba, de a lakásban elő cicus, akár a szekrényben is ellhet. Átlagosan tíz és harminc perc közötti időközönként születnek a kiscicák, de természetesen vannak kivételek. Ha gyöngének tűnnek a cicusok, akkor törülközővel serkenthetjük őket. Első ellésnél átlagosan maximum 3-5 cica jön világra. Szemük 1-2 hétig csukva marad, a cicák nem hallanak születésükkor, szaglásuk kiváló.
Szülés után az anya elrágja a köldökzsinórt, megeszi a méhlepényt, majd szoptatni kezdi utódait.

## A kölykök nevelése
A kölykök körülbelül hét napos korukban nyitják ki a szemüket és négy-öt hetes korukig, vagy amíg az anyjuk engedi, szopnak. A (a Fédération Internationale Féline ajánlása szerint) legkorábban 12 hetesen állnak készen arra, hogy új otthonba költözzenek, illetve akkor, amikor már készek elhagyni az anyjukat. A macskák 6-8 hónapos koruktól sebészeti úton sterilizálhatók a nem kívánt szaporulat elkerülése érdekében. Ez a beavatkozás megelőzi az olyan szexualitással kapcsolatos magatartásformák kialakulását, mint a vizelettel történő terület megjelölés (a hímeknél) és a hívó szándékkal történő nyivákolás (a nőstényeknél). Amennyiben az állatot az efféle magatartásformák elsajátítása után kasztrálják vagy ivartalanítják, akkor a viselkedésében ezek a jellegzetességek a későbbiekben is felbukkannak.

### Túlszaporodás
A Humane Society of the United States állítása szerint évente 3-4 millió macska és kutya elaltatására kerül sor, és még több kerül közülük az állatmenhelyekre, mivel jelentősen több állat születik, mint ahány számára otthont lehet biztosítani. A kasztrálás és ivartalanítás azonban segíthet leküzdeni a túlszaporodás problémáját. A helyi állatvédelmi szervezetek is arra biztatják a lakosságot, hogy lehetőség szerint kasztráltassák/ivartalaníttassák házikedvenceiket, és hogy újak megvásárlása helyett inkább fogadjanak örökbe állatmenhelyekre került példányokat. A túlszaporodásnál viszonyításra alkalmas a természetes környezetben lévő vadmacskák egyedsűrűsége. A Magyarországon is őshonos vadmacskánál a kifejlett állatok mozgáskörzete 100-500 hektár között van, és mivel a szaporodási időn kívül magányosan élő állatokról van szó, ezt többnyire azt is jelenti, hogy ekkora területen maximum néhány példány él és vadászik. Ezzel szemben a házi macskák hektáronkénti állománysűrűsége településeinken átlag 3-4 egyed, egyes részeken akár ennek százszorosa (!) is lehet, ami összehasonlíthatatlanul nagyobb, a normálist messze meghaladó ragadozó terhelést jelent.

## Tartás
Más háziasított állatokhoz hasonlóan a macskák mutualista kapcsolatban állnak az emberrel. A patkányok és egerek irtása az élelmiszerraktárakban nyilván fontosabb feladat volt, mint a település védelme az egykor vad állattal szemben, így befogadták azt. A rágcsálókra szintén vadászó kutyákkal ellentétben a macska rendszerint nem fogyaszt gabonát, gyümölcsöket vagy zöldséget, így könnyen beilleszkedhetett.
A kutyával szemben azonban a macska kevésbé idomítható, ugyanis annak ellenére, hogy közösségben kezdett élni, magányos vadász maradt.
Nem véletlen, hogy a macskák „tiszta” állatok; nyáluk, melyet gyakran használnak tisztálkodásra, természetes szagtalanítóként működik. Ez azért is hasznos, mert csökkenti annak esélyét, hogy a zsákmány megérzi a rá vadászó macska szagát. Ezzel ellentétben a kutyák számára a szag előnyös, ugyanis a csapat szélirányból érkező fele ennek segítségével könnyebben terelheti a zsákmányt a csapat széllel szemben érkező tagjai felé. A közösen végzett tevékenységhez fontos a kommunikáció, egy magányos vadász számára azonban ez nem szükséges. Ez is egyike azon okoknak, amik miatt egy ilyen állattal nehézkes az együttműködés; a macskákat többnyire nehézfejűnek vagy kifürkészhetetlennek tartják, és habár nem ostobák, zárkózottak és önállóak. Azonban szeretettel viseltethetnek emberi társaik iránt, amennyiben fiatal korukban kialakult náluk az emberekhez való ragaszkodás.
| Ország                                                                                   | Macska        | Év   |
| ---------------------------------------------------------------------------------------- | ------------- | ---- |
| Egyesült Államok                                                                         | 90-93 millió* | 2007 |
| Kanada                                                                                   | 5 millió      | 1996 |
| Ausztrália                                                                               | 2,6 millió    | 2001 |
| Japán                                                                                    | 8 millió      | 2007 |
| Egyesült Királyság                                                                       | 8 millió**    | 2004 |
| Franciaország                                                                            | 8,5 millió    | 2002 |
| Németország                                                                              | 7,5 millió    | 2006 |
| Svájc                                                                                    | 1,35 millió   | 2006 |
| Ausztria                                                                                 | 2,5 millió    | 2006 |
| Magyarország                                                                             | 3 millió      | 2006 |
| * a háztartások 37%-ában legalább 1 példány ** a háztartások 18%-ában legalább 1 példány |               |      |

Az emberek különbözőképpen viselkednek a macskákkal szemben. Vannak akik társállatként, házikedvencként tartják őket. Mások elkényeztetik macskájukat, szinte saját gyermekükként bánnak vele. Megeshet, hogy a gondviselőjéhez kötődő állat át is vesz egyes emberi szokásokat. Például lefekvés előtt meglátogatja az alomtálcáját, a gazdája mellé fekszik az ágyon vagy a heverőn, esetleg kizárólag azt az ételt fogadja el, amit a gazdája is eszik. Egyesek emberi hangokat próbálnak utánozni; jelezve gazdájuk számára a szükségleteiket. Egy bizonyos hangszínű nyávogás és a szemkontaktus felvétele például a macska éhségére vagy szomjúságára utalhat. Emellett az állat képes hang nélküli kommunikáció (testbeszéd) kialakítására is, például dörgölőzéssel nyilvánítja ki szeretetét, arckifejezés és szemkontaktus segítségével jelzi ha szüksége van valamire (például ha szeretne átjutni egy csukott ajtón vagy ha esetleg egy bogarat talált a szőnyegen, amitől emberi segítséggel kíván megszabadulni). Ritkábban az is előfordul, hogy a macskatartók a kutyáknál is bevált étellel történő jutalmazás segítségével egyszerű trükköket tanítanak be kedvencüknek, például karikán való átugrást.
Tudományosan igazolt tény, hogy a macskatartás jót tesz az egészségnek, ugyanis az ölben doromboló macska simogatása, kényelmet és biztonságérzetet nyújtva segíti az ellazulást, feloldva a stresszt, amely a magas vérnyomás és más betegségek kialakulásában játszik szerepet.

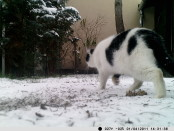
Vadkamerával lefotózott macska egy győri kertben

A macskaszőrrel szembeni allergia az egyik legfőbb oka annak, hogy egyes emberek nem kedvelik ezeket az állatokat. Habár vannak, akiknek allergiájuk ellenére is örömére szolgál a macska társasága, így betegségüket gyógyszerekkel és az állat rendszeres fürdetésével próbálják leküzdeni. A DNS-ükben található természetes eltérés folytán minden ötvenezredik macska mentes az allergiát okozó proteintől. Ezt a tulajdonságot kihasználva 2006-ban amerikai kutatók kitenyésztettek egy hipoallergén fajtát, amely szintén megoldást jelenthet a problémára. Nemrégiben végzett vizsgálatok kimutatták, hogy kevesebb az állatokra allergiás beteg azon emberek között, akik életük első évét macskák vagy kutyák társaságában töltötték el, mint azok között, akik gyermekkorukban nem kerültek kapcsolatba állatokkal. Czeizel Endre szerint az allergiára való hajlam örökletes, de a betegség kialakulásának esélye 10%-ra csökkenthető a gyermek egy éven át tartó szoptatásával.

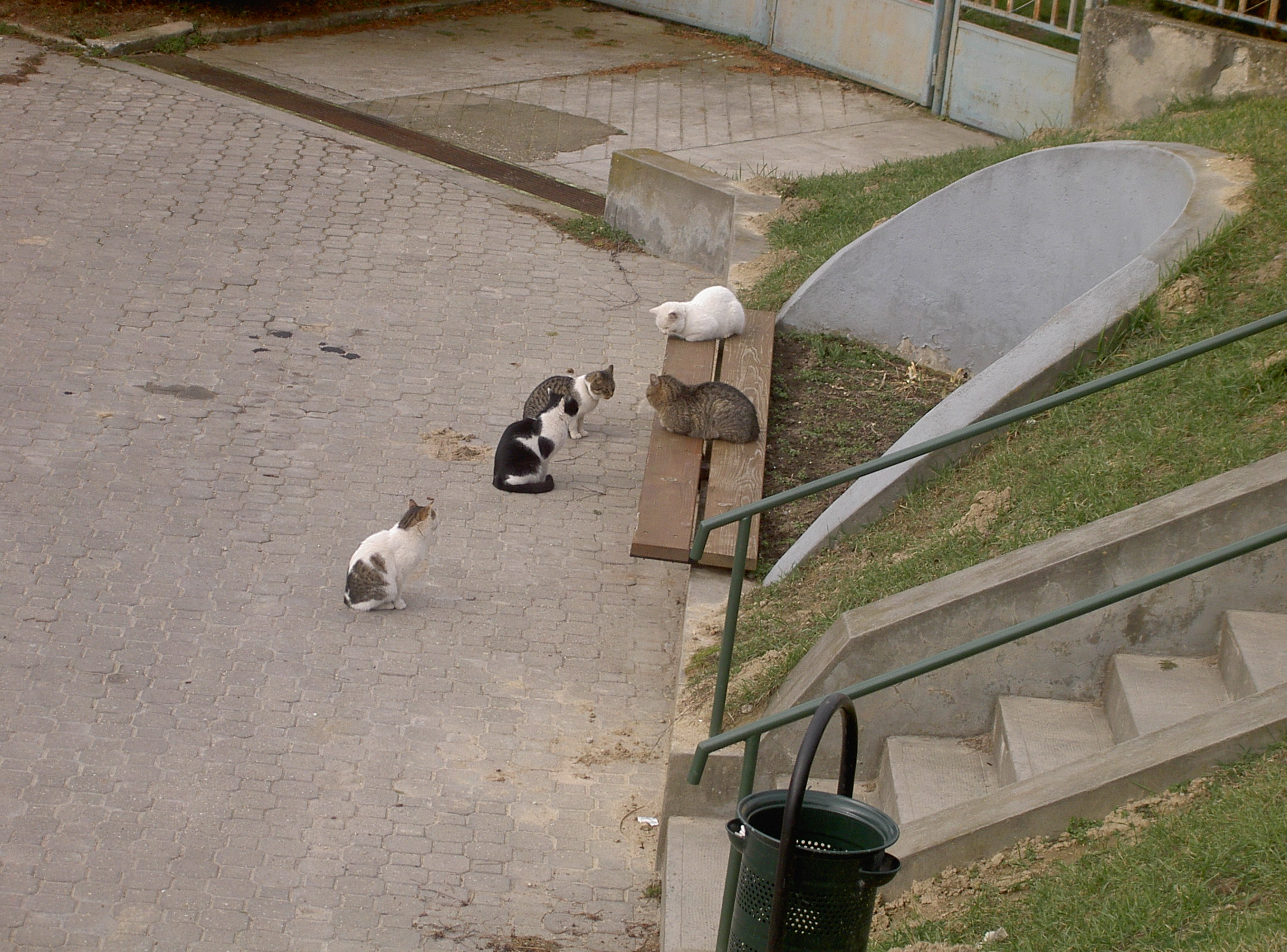
Macskagyülekezet

A városokban élő emberek számára zavaróak lehetnek az elvadult, szabadon kóborló macskák, mivel éjszakai nyávogásuk és vizelettel történő terület megjelölési szokásuk bosszantóvá válhat, ha egy területen nagy számban vannak jelen. Védekezésképpen az állatvédő szervezetek igyekeznek a gazdátlan egyedeket kasztrálni, ivartalanítani. Emellett létezik lehetőség a macskák elektronikus eszközzel történő távoltartására is, amely az emberi fül számára nem érzékelhető magas frekvenciájú hang segítségével riasztja el a zajra érzékeny állatokat. A vidéki gazdaságokban néhol tucatnyi félvad macska él, melyek a pajtákban és a mezőkön vadásznak a takarmányra veszélyt jelentő rágcsálókra. A kedvencként tartott macskák is képesek rágcsálók, nyulak, madarak, gyíkok, békák, halak és rovarok elejtésére, de zsákmányukat nem minden esetben fogyasztják el. Néha csupán megmutatják gazdájuknak a megölt vagy megbénított prédát a dicséret vagy a jutalom reményében. Egyes vélemények szerint ez a magatartás része a macska és az ember közti különös kapcsolatnak, melyben a macska néha „kölyök” (játszik, dédelgetésre vágyik), néha pedig „felnőtt” szerepet tölt be (bemutatva a furcsa, csupasz bőrű, óriás „macskakölyöknek”, hogy mi a vadászat lényege).

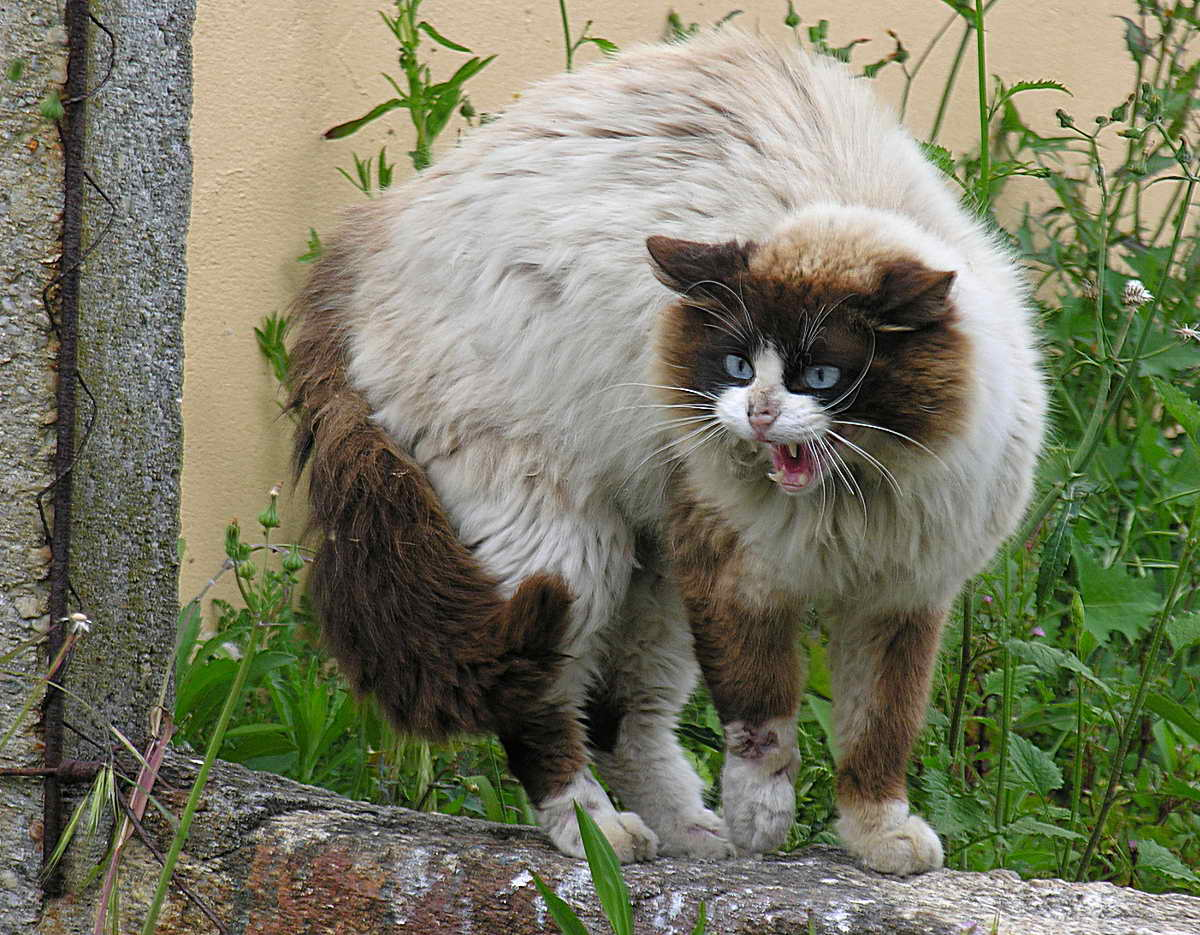
A dühös macska hátát domborítva ráfúj ellenfelére

Annak ellenére, hogy magányos állatként ismert, a házi macska szociálisan elég fejlett ahhoz, hogy kolóniákat alkosson, ahhoz azonban már nem, hogy az oroszlánhoz hasonlóan csapatban támadjon. Egyes fajták, mint például a bengáli macska, az ocicat és a manx kimondottan társaságkedvelők, de akadnak köztük kivételek. Miközben az egyedek őrzik saját területüket (a szexuálisan aktív hímeké a legnagyobb, a kasztráltaké a legkisebb), léteznek semleges zónák, melyekben a macskák konfliktusok nélkül üdvözlik egymást. A semleges zónákon kívüli területekről rendszerint azonnal, agresszíven fújva és morogva kísérlik meg elzavarni az idegen példányt, amennyiben pedig ez nem jár sikerrel, rövid, de zajos és vad támadást intéznek a betolakodó ellen. A harcoló macskák szőrüket felborzolva és hátukat domborítva igyekeznek megnövelni látszólagos méretüket, hogy ellenfelüket elrettentsék. Néha játék közben is gyakorolják ezt a magatartást. A támadás során többnyire a mellső lábuk segítségével ütéseket mérnek az ellenfél arcára és testére, emellett pedig harapnak is, de ennek ellenére a súlyos sérülések aránylag ritkák; a vesztes az arcát vagy a fülét ért néhány karmolás után, rövidesen elrohan (esetenként a győztes rövid távon üldözi). A súlyos sérülések normális esetben a karmolásokból és harapásokból eredő fertőzésekre korlátozódnak; ezekbe azonban az állat bele is pusztulhat, ha a sebeket nem kezelik megfelelően. A harcokból eredő sérülések biztosítják az elsődleges terjedési módot a macskák immunhiányos betegségét kiváltó FIV vírus (macska-AIDS) számára. A szexuálisan aktív hímek életük során számos harcot vívnak, arcukon és fülükön gyakran láthatók az összecsapásokban szerzett sérülések nyomai. A nőstények szintén harcolnak a területük és kölykeik védelme érdekében, még az ivartalanítottak is megvédik saját birtokukat.
A tartásra vonatkozóan több magyar rendelet is vonatkozik általában állattartásra és különösen a kedvtelésből tartott állatokra. Ilyenek:
Az élelmiszerláncról és hatósági felügyeletéről szóló 2008. évi XLVI. Törvény,
Az állatok védelméről és kíméletéről szóló 1998. évi XXVIII. törvény (Ávt.),
41/2010. (II. 26.) Korm. Rendelet a kedvtelésből tartott állatok tartásáról és forgalmazásáról,
Az Állategészségügyi Szabályzat kiadásáról szóló 41/1997. (V. 28.) FVM rendelet,
13/2001. (V. 9.) KöM rendelet a védett és a fokozottan védett növény- és állatfajokról,...
100/2012. (IX. 28.) VM rendelet: (2021. 02. 23. hatályos állapota a jogtárban nincs, helyette két másik rendelet van), Magyar Közlöny 2012 évi 128 szám.
A védett és a fokozottan védett növény- és állatfajokról, a fokozottan védett barlangok köréről, valamint az Európai Közösségben természetvédelmi szempontból jelentős növény- és állatfajok közzétételéről szóló 13/2001. (V. 9.) KöM rendelet és a növényvédelmi tevékenységről szóló 43/2010. (IV. 23.) FVM rendelet módosításáról.
Jellemző ezzel kapcsolatban pl.a Mancs Állatvédő Egyesület tájékoztatója:
"Különböző nézőpontok vannak azzal kapcsolatban, hogy egy cica lakásban tartott, vagy kijárós legyen.
Legoptimálisabb számukra a zárt kert, ahonnan a cica nem tud kimenni, azonban ennek a megvalósítása nehézkes és költséges dolog, de létezik ilyen.
Ha egy nem forgalmas helyen lakunk, ahol a szomszédokat sem zavarja, hogy a cicánk időnkként a kertjükben napozik, akkor bár nem a legjobb megoldás, de lehet kijárós a cica. Viszont városban, főút, vasút, macskát nem kedvelő szomszéd, gyilkos kutya mellett tartsuk inkább lakásban kis kedvencünket.
A statisztikák szerint a kijárós cicák átlag életkora 2-4 év, ezzel szemben genetikai adottságaik révén, megfelelő gondozással, helyes táplálással, lakásban vagy zárt kertben tartva 15-20 évig is élhetnek."
Hasonló érvelés olvasható a Tappancs Állatvédő Alapítvány tájékoztatójában,ahol a honlapon bemutatják az erre alkalmas kifutókat, kerti elkerített területeket.

### Elvadult macskák

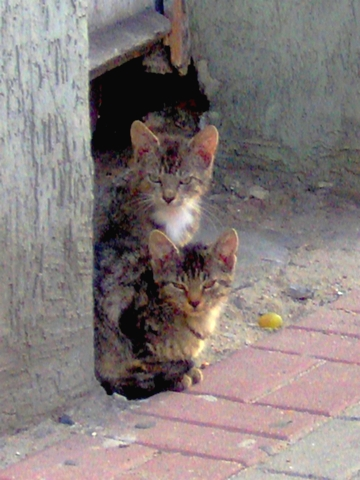
Macskák az utcán

Az elvadult macskák egyedül vagy csoportokban, úgynevezett kolóniákban élnek, melyek az elérhető élelemforrások függvényében otthont biztosítanak a kölykök számára. Egyes elveszett vagy elhagyott házikedvencek is csatlakoznak ezekhez a csoportokhoz (feltehetően jobb lehetőség hiányában).
Az elvadult macskák élettartama rövidebb a házi körülmények között tartottakéhoz képest, melyek tizenhat évig vagy annál tovább is elélhetnek. Az emberi igények számára átalakított barátságtalan városi környezethez a macskák nehezen tudnak alkalmazkodni; a legtöbb háziasított macska őse sivatagos területekről terjedt el az utazó emberek által. Ennek ellenére számos macskakolónia található a nagyvárosokban, például a római Colosseum és a Forum Romanum környékén.
Habár a macskák alkalmazkodók, az elvadult macskák nem képesek túlélni az extrém hideget és a forróságot, valamint magas fehérjeigényük kielégítésére nehezen találnak megfelelő élelmet az utcákon. Emellett ki vannak szolgáltatva a kutyák és a városokba betérő vadállatok (kutyafélék, medvék, hüllők) támadásainak, az autóknak és a macskákat gyűlölő, vagy sorsukkal szemben közömbös állatkínzó embereknek is. Világszerte több ezer állatvédő szervezet és önkéntes próbál segíteni a helyzeten azzal, hogy befogja és sterilizáltatja ezeket az emberhez nem szokott és emiatt örökbefogadásra alkalmatlannak ítélt állatokat, valamint beoltja őket a veszettség és a macska leukémia (FeLV) ellen, továbbá ellátja őket hosszú élettartamú bolhairtó eszközzel. A beavatkozásokat végző állatorvosok általában megjelölik a macskákat, a fülük hegyének lemetszésével, mivel némelyikük többször is az állatvédők által kihelyezett csapdákba kerül. Az önkéntesek rendszeresen gondozzák is az elvadult állatokat, amellett hogy ételt biztosítanak a számukra, igyekeznek enyhíteni beilleszkedési problémáikat. Miután a teljes kolóniát sikerült sterilizálni és nem születnek további kölykök, lassan az egész csoport kihal. Sokan ezen erőfeszítésektől remélik a városi macskakolóniák helyzetének megoldását.

### Környezetre gyakorolt hatás
Két eltérő nézet létezik a macska természetes környezettel való kapcsolatáról.
- Az első szerint: Az elvadult macskákkal kapcsolatos programok és a szabadba kijáró házi macskák témája jelenleg nem a súlyosságának megfelelően kezelt probléma. Kevéssé ismert tény, hogy a házi macskák több tanulmány a szerint csak az USA-ban évente több milliárd madarat pusztítanak el.[100][101] A szabadba kijáró macskák környezetkárosító hatásának mértéke a helyi körülményektől függ. A legsúlyosabb kárt a szigetekre kerülő macskák okozhatják. Komoly problémát jelentenek Floridában is ahol nem őshonosak, és ahol számos kis méretű veszélyeztetett faj él a mocsaras területre egyre inkább betelepülő házak közelében, illetőleg ahol a macskák a kedvező klíma miatt egész évben könnyen szaporodhatnak. Az Egyesült Királyságban kevésbé okoznak problémát, mivel már régen meghonosodtak és a helyi vadon élő állatokra nem jelentnek veszélyt. Az állattartók az állatorvosok, az ökológiai szervezetek és az egyetemek véleményét is kikérhetik arra vonatkozóan, hogy egy-egy területen kiengedhetők-e a házi macskák a szabadba. Nemcsak a macskák lehetnek ártalmasak a környezetre, a nagyobb ragadozók és a fertőző betegségek rájuk is veszélyt jelenthetnek. Az Egyesült Államok délnyugati részén élő prérifarkasok számos házi macskát ejtenek el a városok körzetében. Emellett felbukkanhat a térségben a macska leukémia (FeLV), a macska-AIDS vírus (FIV) és a veszettség is. Egymásnak ellent mondó vélemények esetén biztonságosabb a macskát a házon belül tartani. A házi körülményekhez szokott állatokat pedig, az erre alkalmas területeken érdemes fokozatosan hozzászoktatni a szabadban való tartózkodáshoz.

- A második nézet szerint a természetkárosításra nincs egyértelmű bizonyíték. E szerint az álláspont szerint a káros hatások nem feltétlenül következnek abból a tényből, hogy a macskák ragadozók. Ez a nézet azonban nem állja meg a helyét, a macskák mennyiségileg több állatot ölnek meg, mint a többi háziállat, emellett a macskák a zsákmányállatok többségével nem táplálkozási célból, hanem vadászösztönből végeznek (hasonlóan a többi macskaféléhez, pl. a hiúzhoz).

A környezet és ezen belül a környezetvédelem az utóbbi évtizedekben jelentős fejlődésen ment át, ami megmutatkozik a természetvédelmi értékek megállapításában is. Megjegyezzük, hogy a macska ellenőrzés nélkül pusztíthat nagy értékű (10000-50000 Ft-kárértékű) énekes madarakat, gyíkokat anélkül, hogy bárki tudna róla (hacsak nem tudja egy fotós éppen lefényképezni, és bizonyítani).
Az ismertebb énekesmadarak természetvédelmi értéke: őszapó 25000 Ft, széncinege 25000 Ft, szürke légykapó 50000 Ft, vörösbegy 25000 Ft, mezei veréb 25000 Ft. Gyíkok kb. 10000 Ft, példányonként. A kár értéke általában nagyobb, mint a macska értéke.
Állatvédő egyesületek ajánlása a befogás ás menhelyre vitel. Egy macska élve fogó csapda kb. 14000 Ft.[mikor?][forrás?] Vannak egyesületek, amelyek vállalják a befogást.

## Macskafajták csoportosítása

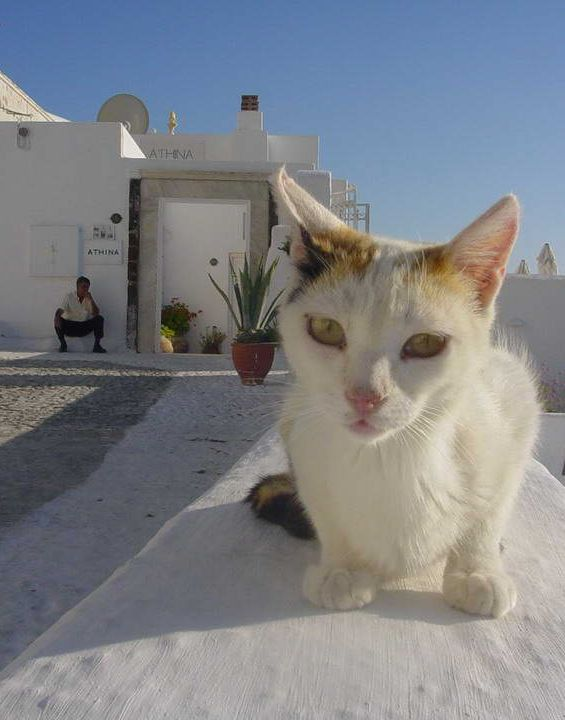
Macska kétszínű Van mintázattal

Az ismert fajták listája meglehetősen hosszú: a szervezetek többsége nagyjából 30-40 fajtát tart nyilván, de emellett számos fajta tenyésztése van folyamatban, így minden évben újabbak látnak napvilágot, melyek különböző jellemzőkkel és vérvonallal rendelkeznek.
A legalapvetőbb csoportosítás szerint vannak:
1. hosszú szőrű és félig hosszú szőrű fajták,
2. rövid szőrű fajták,
3. különleges fizikai tulajdonságú fajták.

A kiállításon szereplő állatokról a tulajdonosok és a tenyésztők véleménye alapján döntik el, mennyire állnak közel a fajta ideális példányához (lásd szelektív tenyésztés). A számos kereszteződés miatt egyes macskákat csak egy adott fajta rövid vagy hosszú szőrű változataként azonosítanak. Sokféle színváltozat és mintázat létezik, melyek azonban nem minden esetben tartoznak külön fajtához. Némelyik fajta a külleme alapján is jól megkülönböztethető, így a házi macska alfajaként szokták megnevezni, azonban ezek az elnevezések nem hivatalos rendszertani nevek. Az érintett fajták:
- F. catus anura – manx
- F. catus siamensis – sziámi
- F. catus cartusenensis – karthauzi
- F. catus angorensis – török angóra

Másrészről az olyan fajtákat, mint a Sokoke, a Singapura, a norvég erdei macska vagy a Maine Coon, habár a házi macska alfajainak tekinthetők[forrás?], nem szokták alfajként megnevezni.
A fajtatiszta példányok kevesebb mint egy százalékát teszik ki a világ teljes macskaállományának. A tudatos macskatartás egyre jobban elterjed, és a macskák tartása gyakran kiterjed a születésszabályozásukra is.

### Szőrzetváltozatok

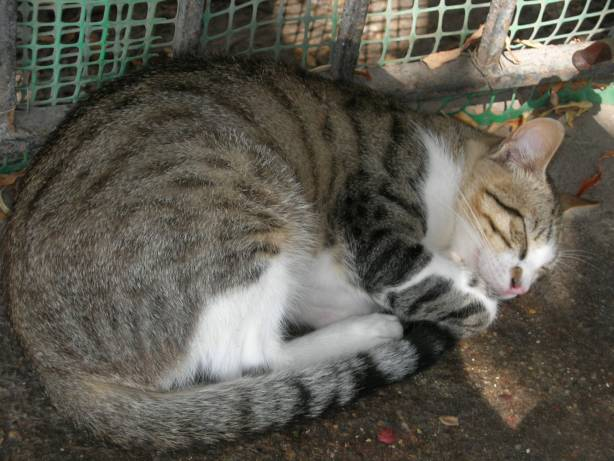
Egy klasszikus példa a makrélacirmos fajtára

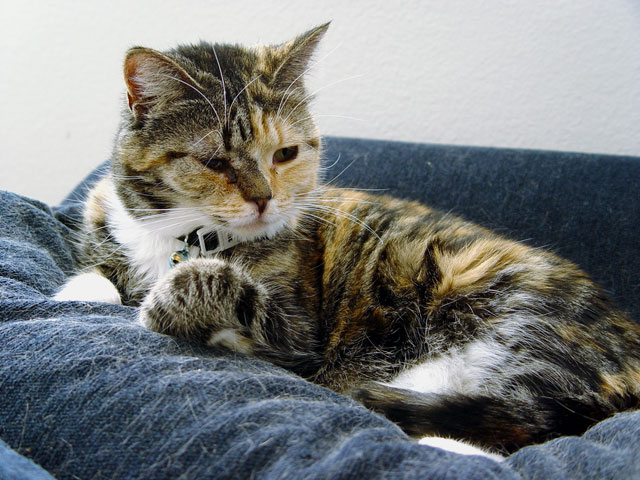
Calico macska fekete, narancssárga és fehér színű szőrzettel rendelkezik

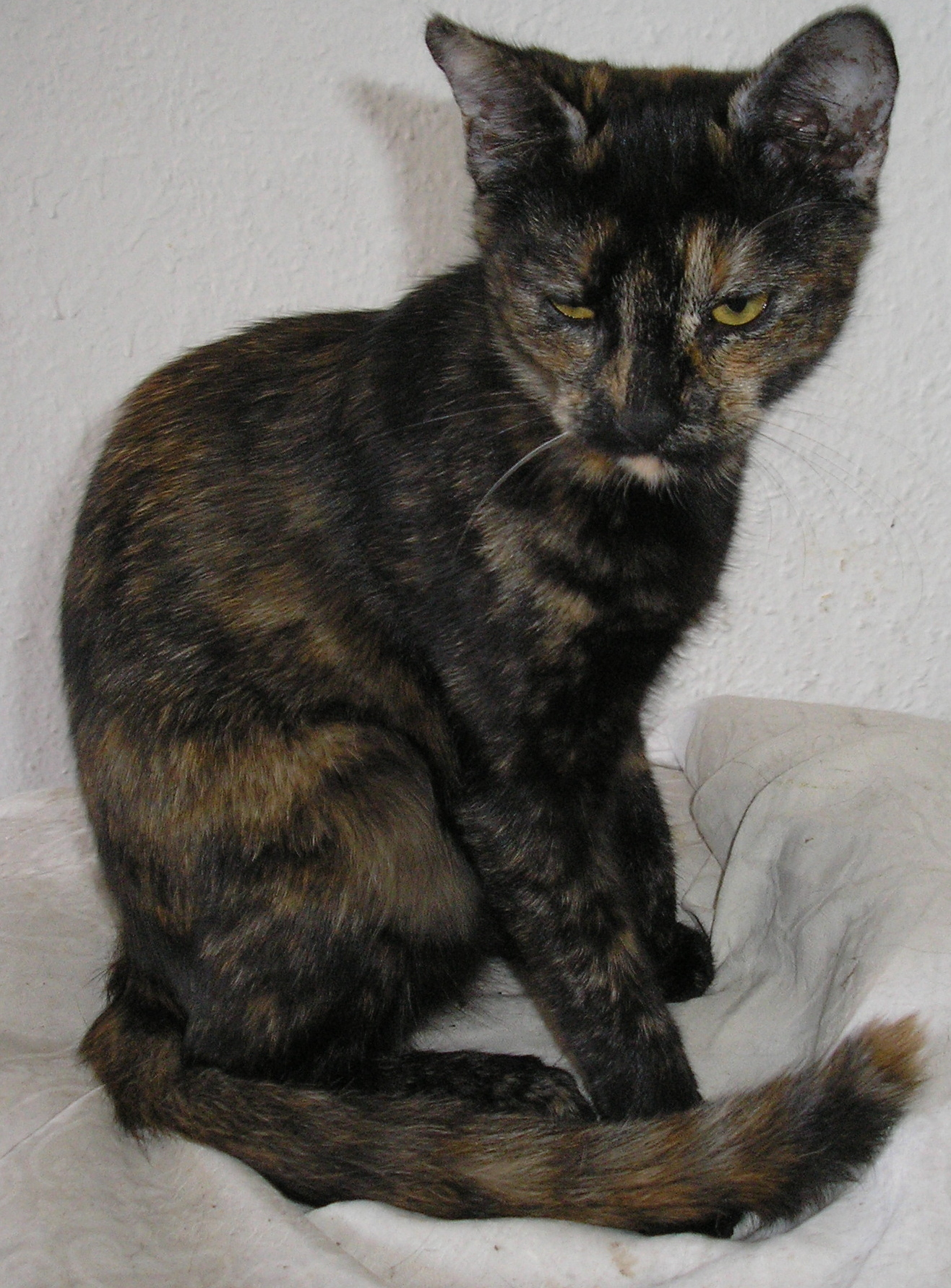
Teknőctarka házimacska

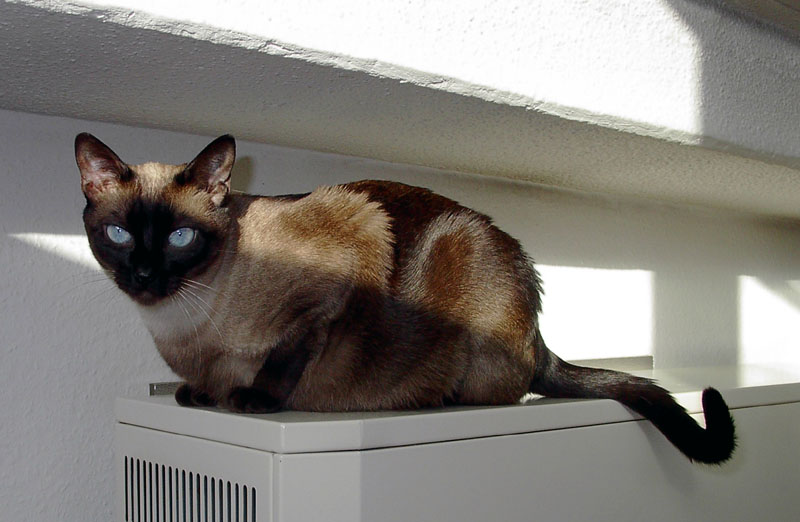
Fóka jegyű sziámi

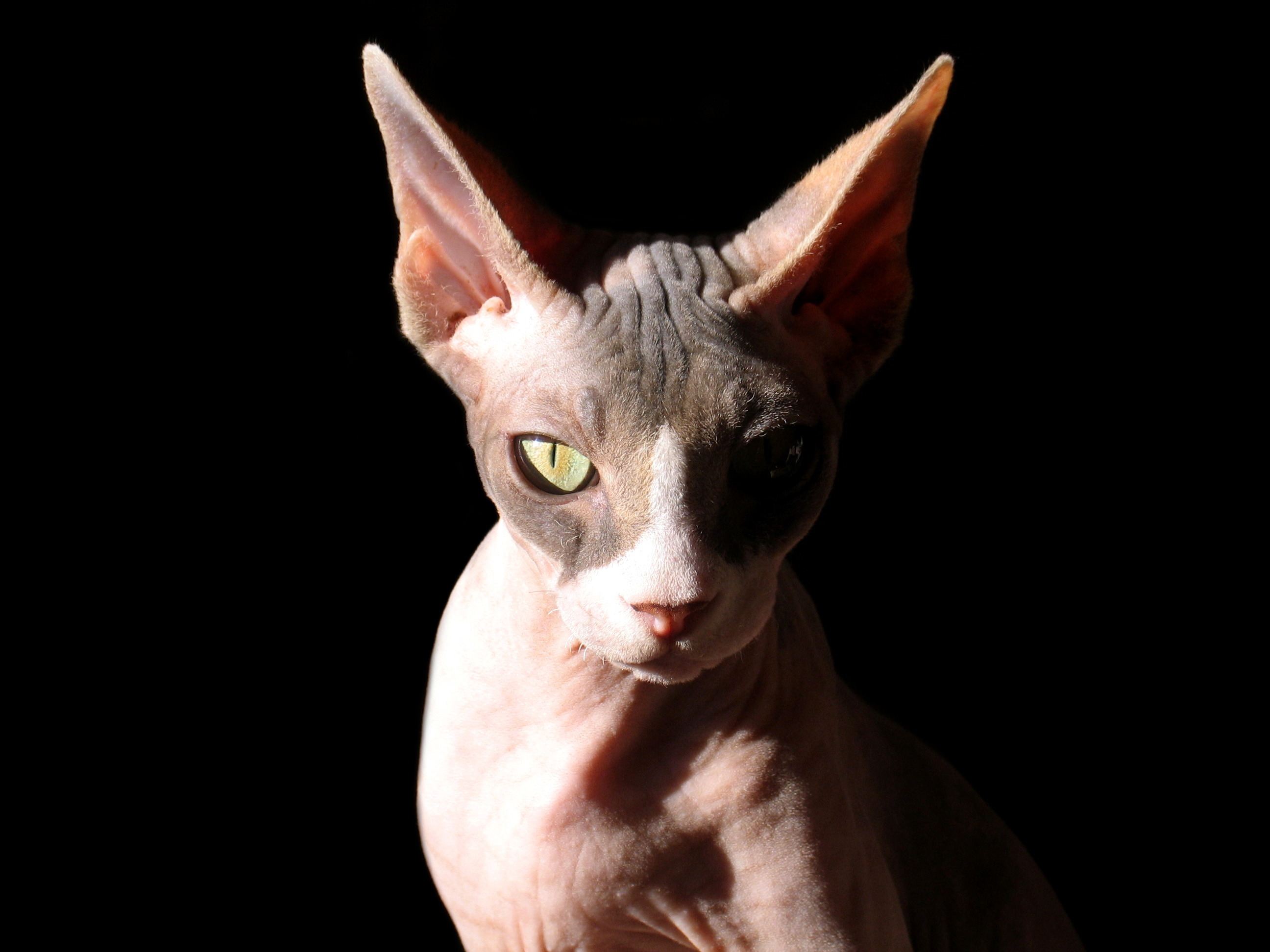
Szfinx macska

A leggyakoribb szőrzetváltozatok az alábbiak:

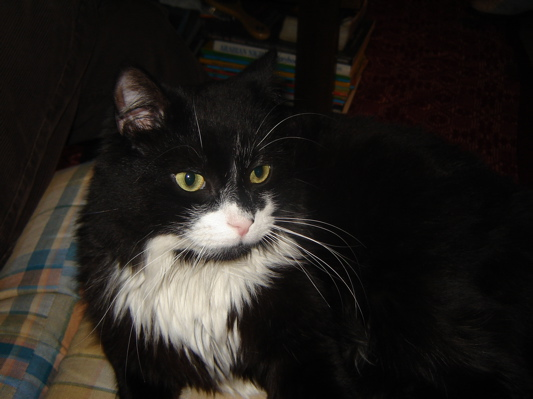
Bicolor tuxedo hím

Bicolor, tuxedo és Van
A mintázat egyik változata a tuxedo (avagy szmoking), melynél a hát sötét színű, a mellkas és esetlegesen az arc, valamint a mancsok/lábak egy része pedig fehér, míg a Van-mintázatnál (amely a törökországi Van-tó környékéről származó fajtáról kapta a nevét), csak a farok és a fejtető (a fülekkel együtt) sötét színű. E két véglet között több átmenetet is megkülönböztetnek, ilyen például a harlekin. A sötét színű rész lehet fekete, vörös vagy a teknőctarka mintázat halványabb változata.
Cirmos
Csíkos szőrzet, különféle mintákkal. Leggyakoribb a márványfoltos mintázat, amely tartalmazhat lepkeszárnyra és szemre emlékeztető rajzolatokat. A makréla változat oldalán a halakéhoz hasonló hosszirányú csíkok találhatók, a pöttyös cirmosoknál pedig a mintázatot apró sötét foltok szakítják meg, amelyek apróbb és halványabb változatban az abesszin fajtánál is megtalálhatók. Egyes változatokat a kitenyésztésüket végző országról neveznek el, a foltos cirmosok például meglehetősen ritkák Északnyugat-Európán kívül, ahol viszont igen elterjedtek.
Teknőctarka és calico
Ez a mintázat calimanco és ködfoltos tigris néven is ismert. A szőrzet vörös (vagy krémszínű) alapon fekete (esetleg barna vagy kék) színű pettyekkel díszített. A bunda tartalmazhat fehér foltokat is (teknőctarka és fehér) vagy a márványmintánál nagyobb kiterjedésű összefüggő fehér területet (calico). A calico mintázatot, tricolornak, Japánban mi-ke-nek („hármas bunda”), Dániában pedig lapjeskatnak („foltos macska”) is nevezik. A teknőctarka és calico macskák általában nőstények, mivel a mintázat a különböző X-kromoszómák hatására alakul ki. A hímek általában sterilként születnek. Azok a példányok, melyek mindenütt vörösek, többnyire hímek (nagyjából 3:1 arányban). A vörös színű hímektől származó nőstények, egy almon belül általában teknőctarkák vagy vörösek.
Colorpoint
A colorpoint (avagy színes jegyű) mintázat leggyakrabban a sziámi macskáknál fordul elő, de bármely másik házi macskánál is megjelenhet. A colorpoint macska arca, fülei, lábai és farka sötét színűek, míg a test többi része világosabb árnyalatú vagy fehér. A colorpoint mintázatú fajta neve függ a példány színeitől, többek között létezik fóka jegyű (sötétbarna), csokoládé jegyű (világosbarna), kék jegyű (sötétszürke), lila jegyű (ezüstös szürkés-rózsaszínű), vörös jegyű (narancssárga) és teknőctarka jegyű változat is. Megjegyzendő, hogy a colorpoint macskák szőrzete idővel sötétebbé válik, emellett a szőrzet sötétebbé vagy világosabbá válhat az esetleges sérülések és a hőmérséklet hatására is, ugyanis a szőrszálak pigmentösszetétele hőmérsékletfüggő.
Szőrtelen fajták
A mutáns példányokból kitenyésztett szőrtelen fajták, például a szfinx, a doni szfinx és a peterbald egyes példányai rövid, pihés szőrzettel rendelkeznek, mely a szfinx esetében a faroknál vastagabbá válhat. Mintázatuk többféle lehet, színezetüket nagyrészt a bőrük pigmentációja adja. A doni szfinx és a peterbald fajtánál a szőrzet nagy része általában kétéves korra eltűnik.

### Testfelépítés
A macskák testfelépítése két véglet között változhat:
KeletiNem kötődik egyik fajtához sem, bármely macska rendelkezhet hosszú, vékony testtel, mandulavágású szemekkel, hosszú orral, nagy fülekkel. Erre a típusra jó példával szolgálnak a sziámi és egyéb keleti rövid szőrű fajták.
CobbyBármely macska, melynek rövid, izmos, zömök teste és kis fülei vannak. Zömmel a perzsák és az egzotikus fajták tartoznak ebbe a csoportba.

### Genetikai háttér
A házi macska és legközelebbi vad őse 38 kromoszómával rendelkezik. Jelenleg több mint 200 öröklődő genetikai betegség ismert, amelyek közül jó néhány hasonlít az embernél is fellépő genetikai rendellenességekre, egy részük pedig anyagcserezavarokat okoz.
A szőrzet színéért több gén felelős, kombinációjuk eltérő fenotípust eredményez. Érdekesség, hogy a fekete–vörös teknőctarka, vagy a fehér–fekete–vörös kalikó színű macskák gyakorlatilag minden esetben nőstények, míg a tiszta vörös macskák mintegy 90 százaléka kandúr. Ennek oka, hogy egy X-kromoszómán csak vörös, vagy csak fekete szín öröklődhet. Mivel a nőstény macskáknak 2 „X” nemi kromoszómájuk van, ők az egy X-kromoszómás kandúrokkal ellentétben lehetnek egyszerre vörösök és feketék. Újabb kutatások szerint a teljesen fekete macskák immunrendszere erősebb.
A szőrzet és a farok hosszát vagy hiányát egy-egy allél határozza meg, tulajdonságaikat pedig poligének befolyásolják. A macskáknál előfordul az albinizmus, amely öt allélhez kötődik, léteznek kék és rózsaszín szemű albínó példányok is.
A Laboratory of Genomic Diversity (National Cancer Institute, Frederick, Maryland, USA) által támogatott Cat Genome Project annak lehetőségeit vizsgálja, hogyan használható fel a macska az örökletes emberi betegségek, a fertőző betegségek és a génállomány evolúció működésének modellezésére.
2002 februárjában bejelentették az első klónozott macska születését. Copy Cat, avagy CC (az angol „Carbon Copy” – azaz Másodpéldány szó rövidítéséből) 2001. december 22-én jött világra, 2006 szeptemberében pedig 3 utódnak adott életet, melyek természetes módon születtek meg.

## A macska a művészetekben
A macskák korán megjelentek a művészetekben. Elsőként az ókori Egyiptomban játszottak fontos szerepet, ahol i. e. 2000 után már kéziratokon, sírfeliratokon, képeken és szobrok formájában is feltűntek. Megtalálhatók az i. e. 5. századból származó görög, majd a későbbi római pénzérméken is. A rómaiak emellett mozaikokon, festményeken, kerámiákon és pajzsokon is megörökítették a macskákat. A középkori Európában egy nyolcadik századi evangeliárium illusztrációján bukkant elő, majd a reneszánsz idején tűnt fel ismét. Az irodalomban mindig is jelen volt. A zenében is előfordulnak macskára való utalások, de kevés a kimondottan macska témájú szerzemény. A filmművészettől sem áll távol, számos filmben és sorozatban látható, bár fontosabb szerepet inkább csak rajzfilmekben kap. Az internet és a jó minőségű kamerával felszerelt okostelefonok elterjedésével a vicces, rendszerint pórul járó macskákról készült amatőr videók megjelentek a közösségi videómegosztó oldalakon, ahol az egyik legnépszerűbb témává váltak, néhány macskát pont az internet tett híressé (pl. Grumpy Cat). Egy kutatás szerint ráadásul éppen hogy lélekerősítő hatása van az ilyen videóknak. Jessica Gall Myrick minnesotai médiakutató kérdőíves felmérésben 7000 internetfelhasználó tulajdonságait, viselkedését, macskavideó-néző szokásait és ez utóbbi okát térképezte fel, a felmérés szerint a videók lejátszását követően a legtöbb ember reménytelibbnek, pozitívabbnak, inspiráltabbnak érezte magát, miközben a szorongás és a düh érzése általában csökkent bennük.

## Ajánlott irodalom
- László Erika. Gondoskodás a macskáról (1982)
- Desmond Morris. Miért csinálja…? A macska. Budapest: Európa (1990). Hozzáférés ideje: 2007. január 9.
- David Alderton. Macskák, 2. kiadás, Grafo (1999). ISBN 963-9090-26-3
- Dr. Vera Weingärtner. Beteg a cicánk. Elektra Kiadóház (2004). ISBN 963-9205-93-1
- Roger Tabor. Kedvencünk a macska. Replica (2006). ISBN 963-229-324-X
- Szinák János, Veress István. Macskakalauz. Budapest: Gondolat (1989). ISBN 963-282-207-2
- Helga Fritzsche. Macskák - Hasznos tudnivalók vásárlásról, gondozásról, táplálásról, betegségekről. Budapest: Gondolat (1986). ISBN 963-281-652-8
- Veress István, König Frigyes. Macskák. Budapest: Móra (1987). ISBN 963-11-5193-X
- Veress István. A macska ezer arca - Cicaantológia. Budapest: Arión (2010). ISBN 978-963-9699-40-3